# پریانکا چوپرا
پریانکا چوپرا جوناس (انگلیسی: Priyanka Chopra Jonas؛ زادهٔ ۱۸ ژوئیه ۱۹۸۲) بازیگر و تهیه‌کنندهٔ هندی است. او که برنده مسابقه دوشیزه جهان در سال ۲۰۰۰ است، به‌عنوان پردرآمدترین بازیگر زن هند شناخته می‌شود و جوایز متعددی از جمله دو جایزه ملی فیلم هند و پنج جایزه فیلم‌فیر دریافت کرده است. در سال ۲۰۱۶، دولت هند او را با نشان پادما شری مورد تقدیر قرار داد و مجله تایم او را در فهرست ۱۰۰ فرد تأثیرگذار جهان قرار داد. در دو سال بعد، مجله فوربز او را در میان ۱۰۰ زن قدرتمند جهان معرفی کرد و در سال ۲۰۲۲، نام او در فهرست ۱۰۰ زن بی‌بی‌سی قرار گرفت.
چوپرا پس از موفقیت در مسابقات زیبایی، پیشنهادهایی برای ورود به صنعت فیلم هند دریافت کرد. اولین تجربه بازیگری او در فیلم تامیل «تامیژان» (۲۰۰۲) رقم خورد و پس از آن، با فیلم بالیوودی «قهرمان: داستان عشق جاسوس» (۲۰۰۳) وارد سینمای هند شد. او نقش اصلی زن را در فیلم‌های موفق گیشه مانند «انداز» (۲۰۰۳) و «با من ازدواج می‌کنی؟» (۲۰۰۴) ایفا کرد و با بازی در تریلر عاشقانه «اعتراض» (۲۰۰۴) به شهرت بیشتری دست یافت. چوپرا با نقش‌آفرینی در فیلم‌های پرفروش «کریش» و «دان: تعقیب دوباره آغاز می‌شود» (هر دو در ۲۰۰۶) جایگاه خود را تثبیت کرد و بعدها در دنباله‌های این فیلم‌ها نیز حضور یافت. او برای بازی در نقش یک مدل مشکل‌دار در درام «مد» (۲۰۰۸) برنده جایزه ملی فیلم و جایزه فیلم‌فیر بهترین بازیگر زن شد. چوپرا همچنین برای ایفای نقش‌های متنوع در فیلم‌های «رذل» (۲۰۰۹)، «۷ قتل بخشش» (۲۰۱۱)، «برفی!» (۲۰۱۲)، «مری کام» (۲۰۱۴)، «بگذار قلب بتپد» (۲۰۱۵) و «باجی‌رائو و مستانه» (۲۰۱۵) مورد تحسین قرار گرفت.
از سال ۲۰۱۵ تا ۲۰۱۸، چوپرا در سریال هیجانی شبکه ای‌بی‌سی به نام «کوانتیکو» در نقش الکس پریش بازی کرد و به اولین بازیگر جنوب آسیا تبدیل شد که نقش اصلی یک سریال درام شبکه‌ای آمریکایی را بر عهده داشت. او در سال ۲۰۱۵ شرکت تولید فیلم «پرپل پبل پیکچرز» را تأسیس کرد و تحت این شرکت چندین فیلم از جمله فیلم‌های مراتی «ونتیلاتور» (۲۰۱۶) و «پانی» (۲۰۱۹) و همچنین فیلم زندگی‌نامه‌ای هندی «آسمان صورتی است» (۲۰۱۹) با بازی خودش را تولید کرد. چوپرا همچنین در فیلم‌های هالیوودی مانند «گارد ساحلی» (۲۰۱۷)، «آیا این عاشقانه نیست» (۲۰۱۹)، «ببر سفید» (۲۰۲۱) و «رستاخیزهای ماتریکس» (۲۰۲۱) ظاهر شده و در سریال اکشن هیجانی «سیتادل» نیز بازی کرده است.
چوپرا با انتشار سه تک‌آهنگ وارد عرصه موسیقی شد و با نگارش کتاب خاطرات خود به نام «ناتمام» (۲۰۲۱) که در فهرست پرفروش‌ترین‌های نیویورک تایمز قرار گرفت، به نویسندگی نیز روی آورد. دیگر فعالیت‌های او شامل سرمایه‌گذاری در فناوری، برند مراقبت از مو، رستوران و خط تولید لوازم خانگی است. او از حامیان مسائل اجتماعی مانند محیط زیست و حقوق زنان است و به‌طور صریح درباره برابری جنسیتی، شکاف دستمزد جنسیتی و فمینیسم سخن گفته است. چوپرا از سال ۲۰۰۶ با یونیسف همکاری می‌کند و در سال‌های ۲۰۱۰ و ۲۰۱۶ به ترتیب به‌عنوان سفیر حسن نیت یونیسف در هند و جهان برای حقوق کودکان منصوب شد. بنیاد خیریه او که به نام خودش فعالیت می‌کند، برای حمایت از کودکان محروم هندی در زمینه سلامت و آموزش تلاش می‌کند. چوپرا تا سال ۲۰۲۵ پنج بار در مراسم مت گالا در منهتن روی فرش قرمز قدم گذاشته است. با وجود حفظ حریم خصوصی، زندگی شخصی چوپرا، از جمله ازدواجش با خواننده و بازیگر آمریکایی نیک جوناس، مورد توجه گسترده رسانه‌ها قرار گرفته است.

## زندگی‌نامه
پریانکا چوپرا در ۱۸ ژوئیه ۱۹۸۲ در جمشدپور، بیهار (ایالت جارکند کنونی) به دنیا آمد. والدین او، آشوک و مادو چوپرا، هر دو پزشک ارتش هند بودند. پدرش یک هندوی پنجابی از امبالا بود. مادرش، که یک هندوی بیهاری-ماگاهی از جارکند است، دختر ارشد دکتر مانوهار کیشان آخوری، از کهنه‌سربازان سابق حزب کنگره، و مادو جیواتسنا آخوری، عضو سابق مجلس قانونگذاری بیهار، است. مادربزرگ مادری چوپرا، خانم آخوری، یک مسیحی سوری یعقوبی مالایالی بود که در اصل مری جان نام داشت و به خانواده کاولاپارا نایر در کوماراکوم، کرالا تعلق داشت. چوپرا یک برادر به نام سیدهارت دارد که هفت سال از او کوچک‌تر است. بازیگران سینمای هند، پارینتی چوپرا، میرا چوپرا و مانارا چوپرا، خیشاوندان او هستند و نیلام اوپادهیایا، خواهرشوهر اوست.

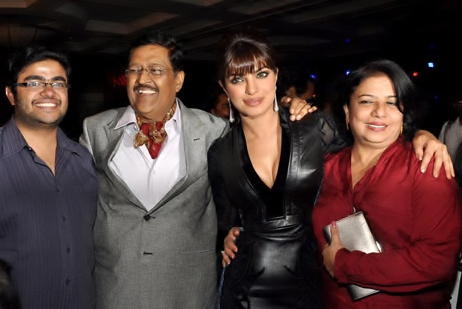
Chopra with her parents and brother in 2012

به دلیل حرفه والدین چوپرا به‌عنوان پزشک نظامی، خانواده او در شهرهای مختلف هند از جمله دهلی، چندیگار، امبالا، لداخ، لکنو، بریلی و پونه ساکن شدند. از جمله مدارسی که او در آن‌ها تحصیل کرد، می‌توان به مدرسه دخترانه لا مارتینیر در لکنو و کالج سنت ماریا گورتی در بریلی اشاره کرد. چوپرا در مصاحبه‌ای با روزنامه دیلی نیوز اند آنالیز گفت که از سفرهای مداوم و تغییر مدرسه ناراحت نبود؛ او این تجربه را فرصتی برای کشف جامعه چندفرهنگی هند می‌دانست. از میان مکان‌هایی که در آن‌ها زندگی کرد، چوپرا خاطرات خوشی از کودکی و بازی در دره‌های له، در منطقه بیابانی سرد شمال غربی هند در لداخ، دارد. او گفته است: «فکر می‌کنم کلاس چهارم بودم که در له بودم. برادرم تازه به دنیا آمده بود. پدرم در ارتش بود و آنجا مأمور شده بود. یک سال در له ماندم و خاطراتم از آن مکان فوق‌العاده است. همه ما بچه‌های ارتش بودیم. در خانه زندگی نمی‌کردیم، در پناهگاه‌هایی در دره بودیم و یک استوپا بالای تپه‌ای بود که مشرف به دره ما قرار داشت. ما مسابقه می‌دادیم تا به بالای استوپا برسیم.» او اکنون بریلی را زادگاه خود می‌داند و ارتباط قوی با آنجا حفظ کرده است.
چوپرا در ۱۳ سالگی برای ادامه تحصیل به ایالات متحده رفت و نزد خاله‌اش زندگی کرد. او در نیوتن، ماساچوست، و سدار رپیدز، آیووا، پس از اقامتی کوتاه در کوئینز، نیویورک، به مدرسه رفت، زیرا خانواده خاله‌اش نیز مرتباً جابه‌جا می‌شدند. در ماساچوست، او در چندین نمایش تئاتر شرکت کرد و موسیقی کلاسیک غربی و آواز گروهی را آموخت. در دوران نوجوانی در آمریکا، چوپرا گاهی با مسائل نژادی مواجه شد و به دلیل هندی بودن از سوی یک همکلاسی آفریقایی-آمریکایی مورد آزار قرار گرفت. او گفته است: «من یک بچه دست‌وپاچلفتی بودم، اعتمادبه‌نفس پایینی داشتم، از خانواده‌ای متوسط بودم، روی پاهایم لکه‌های سفید داشتم. اما خیلی سخت‌کوش بودم. امروز پاهایم ۱۲ برند را تبلیغ می‌کنند.» پس از سه سال، چوپرا به هند بازگشت و سال آخر دبیرستان را در مدرسه عمومی ارتش در بریلی به پایان رساند.
در این دوره، چوپرا در یک مسابقه زیبایی محلی به نام «ملکه مه» برنده شدو پس از آن مورد توجه خواستگاران قرار گرفت؛ به همین دلیل خانواده‌اش برای محافظت از او، خانه را با نرده‌های امنیتی مجهز کردند. مادرش او را در مسابقه فمینا دوشیزه هند ۲۰۰۰ ثبت‌نام کرد؛ او در این مسابقه دوم شد و عنوان فمینا دوشیزه هند جهان را به دست آورد. سپس در مسابقه دوشیزه جهان شرکت کرد و در ۳۰ نوامبر ۲۰۰۰ در گنبد هزاره در لندن، عنوان دوشیزه جهان ۲۰۰۰ و ملکه زیبایی قاره‌ای دوشیزه جهان-آسیا و اقیانوسیه را کسب کرد. چوپرا پنجمین شرکت‌کننده هندی بود که برنده دوشیزه جهان شد و چهارمین نفری که طی هفت سال این عنوان را به دست آورد. او در کالج ثبت‌نام کرده بود، اما پس از برنده شدن در دوشیزه جهان، تحصیل را رها کرد. چوپرا گفته است که عناوین دوشیزه هند و دوشیزه جهان برای او شهرت به همراه آورد و پیشنهادهای بازیگری دریافت کرد. در سال ۲۰۰۱، طی جراحی بینی برای برداشتن پولیپ، پل بینی او فرو ریخت. این تغییر در ظاهرش او را دچار افسردگی کرد، اما از نتایج جراحی‌های اصلاحی بعدی رضایت داشت.

## زندگی شخصی

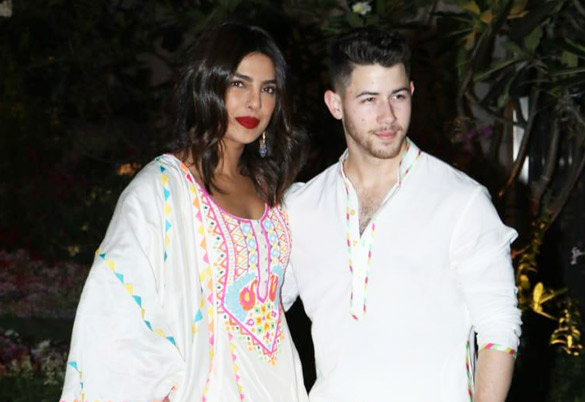
پریانکا چوپرا همراه با همسرش نیک جوناس در جشن هولی در بمبئی، ۲۰۲۰

پریانکا چوپرا رابطه‌ای قوی با خانواده‌اش، از جمله برادر کوچکترش، سیدهارت، حفظ کرده و در آپارتمانی در همان طبقه‌ای که خانواده‌اش زندگی می‌کنند، ساکن است. او به‌ویژه به پدرش نزدیک بود که در ژوئن ۲۰۱۳ درگذشت؛در سال ۲۰۱۲، او خالکوبی‌ای با عنوان «دختر کوچولوی بابا» به خط پدرش روی بدن خود حک کرد. چوپرا که از خانواده‌ای با پیشینه سینمایی نیامده، خود را زنی خودساخته توصیف می‌کند. مادرش، که پزشکی معتبر در زمینه زنان و زایمان در باریلی بود، حرفه خود را رها کرد تا از چوپرا در آغاز مسیر حرفه‌ای‌اش در سینما حمایت کند.
چوپرا، به‌عنوان یک هندوی معتقد، هر صبح در معبدی کوچک در خانه‌اش که شامل مجسمه‌های مختلفی از خدایان هندو است، مراسم پوجا برگزار می‌کند و حتی هنگام سفر این معبد کوچک را همراه خود می‌برد. با وجود شهرت او به داشتن رفتاری دوستانه با رسانه‌ها، چوپرا در مورد زندگی شخصی‌اش علناً محتاط است. او از مه ۲۰۱۸ با نیک جوناس، خواننده و بازیگر آمریکایی، وارد رابطه شد. جوناس در ۱۹ ژوئیه ۲۰۱۸، یک روز پس از تولد چوپرا، در جزیره کرت یونان به او پیشنهاد ازدواج داد. چوپرا و جوناس در اوت ۲۰۱۸ در مراسم روکا پنجابی در بمبئی نامزد کردند. در دسامبر ۲۰۱۸، این زوج در کاخ اومید بهاوان در جودپور با مراسم سنتی هندو و مسیحی ازدواج کردند. پس از ازدواج، چوپرا نام کامل خود را به‌طور قانونی به «پریانکا چوپرا جوناس» تغییر داد. در ژانویه ۲۰۲۲، این زوج از طریق رحم اجاره‌ای صاحب دختری به نام مالتی ماری چوپرا جوناس شدند.

## حرفه بازیگری

### آغاز حرفه و موفقیت اولیه (۲۰۰۲–۲۰۰۴)

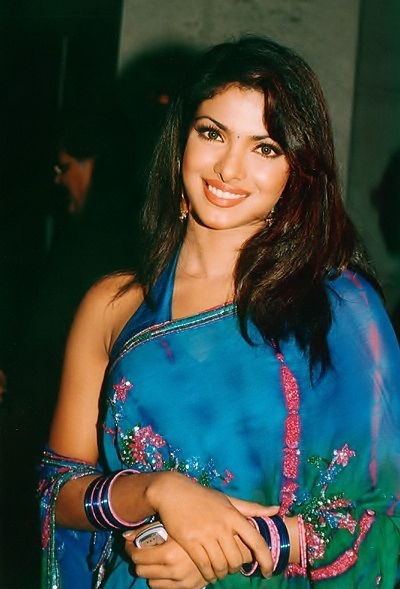
پریانکا چوپرا در مهمانی جشن موفقیت فیلم انداز در سال ۲۰۰۳

پس از کسب عنوان دوشیزه هند جهان، چوپرا برای بازی در نقش اصلی زن در تریلر عاشقانه «همراز» (۲۰۰۲) به کارگردانی عباس–مستان انتخاب شد که قرار بود اولین حضور سینمایی او باشد. با این حال، این پروژه به دلایل مختلفی به سرانجام نرسید؛ چوپرا اعلام کرد که برنامه‌ریزی تولید با برنامه او تداخل داشت، در حالی که تهیه‌کنندگان اظهار داشتند که به دلیل تعهدات دیگر چوپرا، بازیگر دیگری را جایگزین کردند. اولین حضور او در سینما با فیلم تامیل «تامیژان» (۲۰۰۲) رقم خورد، جایی که او نقش مقابل قهرمان داستان، با بازی ویجی، را ایفا کرد. نقدی که در روزنامه هندو منتشر شد، از شوخ‌طبعی و دیالوگ‌های فیلم تمجید کرد، اما اشاره داشت که نقش چوپرا از نظر بازیگری محدود بود.
چوپرا در سال ۲۰۰۳ با بازی در فیلم «قهرمان: داستان عاشقانه یک جاسوس» به کارگردانی آنیل شارما، اولین حضور خود در بالیوود را تجربه کرد و در کنار سانی دئول و پریتی زینتا نقش دوم زن را ایفا نمود. این فیلم که در پس‌زمینه ارتش هند در کشمیر روایت می‌شود، داستان مبارزه یک مأمور راو با تروریسم را به تصویر می‌کشد. چوپرا بعدها از تجربه خود گفت و اعتراف کرد که در اولین دیدار با دئول بسیار مضطرب بود و «می‌لرزید». با وجود شایعاتی مبنی بر ضعف او در بازیگری و بحث‌هایی درباره احتمال حذفش از فیلم، دئول به استعداد او ایمان داشت و اصرار کرد که فرصتی برای اثبات خود داشته باشد.«قهرمان» یکی از پرفروش‌ترین فیلم‌های بالیوود در آن سال شد، اما نقدهای متفاوتی از منتقدان دریافت کرد.درک الی از مجله ورایتی نوشت که «چوپرا با ظاهری خیره‌کننده، اولین حضور سینمایی محکمی دارد.» در همان سال، او در کنار آکشی کومار در فیلم موفق گیشه «انداز» به کارگردانی راج کانوار ظاهر شد و نقش اصلی زن را با لارا دوتا، که او نیز اولین تجربه‌اش بود، شریک شد. چوپرا نقش زنی سرزنده را بازی کرد که عاشق شخصیت کومار می‌شود. روزنامه هندوستان تایمز به جذابیت او در این نقش اشاره کرد؛ کونال شاه از سایفی عملکرد او را ستود و گفت که او «تمام ویژگی‌های یک ستاره را دارد.» بازی او جایزه فیلم‌فیر بهترین بازیگر زن تازه‌وارد (مشترک با دوتا) و نامزدی بهترین بازیگر مکمل زن را برایش به ارمغان آورد.
سه فیلم اول چوپرا در سال ۲۰۰۴ «پلن»، «کیسمت» و «آسامبهاو» در گیشه عملکرد ضعیفی داشتند. در این دوره اولیه، چوپرا معمولاً به‌عنوان «عامل جذابیت» انتخاب می‌شد و نقش‌هایی به او داده می‌شد که به گفته جگینگر توتجا، منتقد فیلم، به‌یادماندنی نبودنددر اواخر همان سال، او در کنار سلمان خان و آکشی کومار در کمدی عاشقانه «ازدواج با من» به کارگردانی دیوید دهاوان بازی کرد که با موفقیت تجاری روبه‌رو شد و سومین فیلم پرفروش سال در هند لقب گرفت.
در اواخر سال ۲۰۰۴، چوپرا در کنار کومار و کارینا کاپور در تریلر عاشقانه «اعتراض» به کارگردانی عباس–مستان بازی کرد. او این نقش را که اولین نقش منفی او در جایگاه یک شخصیت شرور بود، به‌عنوان «بزرگ‌ترین تجربه یادگیری» حرفه‌اش توصیف کرد. در این فیلم، او نقش سونیا روی، زنی جاه‌طلب را ایفا کرد که کارمند خود را به آزار جنسی متهم می‌کند. فیلم از نظر منتقدان و گیشه موفق بود و عملکرد چوپرا مورد تحسین گسترده قرار گرفت. هندوستان تایمز این فیلم را نقطه عطفی در حرفه او دانست. یکی از منتقدان بی‌بی‌سی نوشت: «اعتراض فیلم چوپرا است. او به‌عنوان یک اغواگر شرور، جاه‌طلب و طلاپرست، با حضور مغناطیسی خود در هر صحنه می‌درخشد.» او جایزه فیلم‌فیر بهترین بازی در نقش منفی را دریافت کرد و پس از کاجول، دومین و آخرین بازیگری شد که این جایزه را برد (این دسته در سال ۲۰۰۸ حذف شد). چوپرا همچنین نامزد جایزه فیلم‌فیر بهترین بازیگر مکمل زن و جایزه انجمن تهیه‌کنندگان برای بهترین بازیگر زن در نقش مکمل شد.

### اوج شهرت (۲۰۰۵–۲۰۰۶)
در سال ۲۰۰۵، پریانکا چوپرا در شش فیلم سینمایی حضور یافت. دو فیلم نخست او، تریلرهای اکشن بلک‌میل و کارام، از نظر منتقدان و گیشه ناموفق بودند. شیلپا بهاراتان-آیر از وب‌سایت «ردیف» فیلم بلک‌میل را اثری کاملاً قابل پیش‌بینی توصیف کرد و معتقد بود که نقش چوپرا به‌عنوان همسر یک کمیسر پلیس از منظر بازیگری بسیار محدود بود.بااین‌حال، عملکرد او در کارام با استقبال بهتری مواجه شد. سوباش کی. جها نوشت که چوپرا «با تفسیر متین خود از درام عمیق، به‌خوبی می‌درخشد و شخصیتی خلق می‌کند که آسیب‌پذیری و زیبایی‌اش توسط جهان‌های درونی و بیرونی ساخته‌شده برای نقش او تأیید می‌شود.» در همان سال، چوپرا در درام خانوادگی وقت: مسابقه با زمان به کارگردانی ویپول آمروتلال شاه، در نقش همسر آکشای کومار ظاهر شد. این فیلم داستان یک تاجر کوچک (با بازی آمیتاب باچان) را روایت می‌کند که با پنهان کردن بیماری خود، قصد دارد پیش از مرگ درس‌هایی به پسر بی‌مسئولیتش بیاموزد. در جریان تولید، چوپرا برای فیلم‌برداری ترانه «صبح هوگی» به له، مکانی که در کودکی به آن علاقه داشت، بازگشت. او هنگام فیلم‌برداری ترانه «لطفاً بیایید هولی بازی کنیم» دچار حادثه شد و به دلیل برق‌گرفتگی یک روز را در بیمارستان سپری کرد. این فیلم مورد استقبال منتقدان قرار گرفت و از نظر تجاری نیز موفق بود.

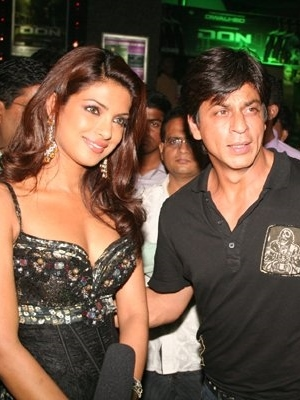
چوپرا در کنار شاهرخ خان در مراسم افتتاحیه فیلم دان در سال ۲۰۰۶

چوپرا سپس در تریلر عاشقانه و رازآلود یاکین در مقابل آرجون رامپال ایفای نقش کرد و نقش یک عاشق حسود را به تصویر کشید. واکنش‌های منتقدان به این فیلم متفاوت بود، اما بازی چوپرا مورد تحسین قرار گرفت. تاران آدارش نوشت که چوپرا «بار دیگر شایسته تقدیر است [...] این بازیگر در این دوران پرشتاب به‌عنوان یکی از بهترین استعدادها در حال ظهور است.» فیلم بعدی او، عاشقانه بارسات به کارگردانی سونیل دارشان بود که در آن در کنار بابی دئول و بیپاشا باسو بازی کرد. این فیلم در هند از نظر منتقدان و گیشه ناموفق بود، اما در بازارهای بین‌المللی عملکرد بهتری داشت. نقدهای مربوط به بازی چوپرا در این فیلم متفاوت بود؛ وب‌سایت «بالیوود هانگیم» بازی او را «مکانیکی» توصیف کرد. بااین‌حال، «ردیف» چوپرا را «تجسم هوش آرام» دانست و معتقد بود که او نقش خود را به شکلی بی‌نقص ایفا کرده است. در همان سال، روهان سیپی او را در کنار آبیشک باچان، ریتش دشموک و نانا پاتکار در کمدی بلوف‌مستر! انتخاب کرد. چوپرا در این فیلم نقش سیمران ساکسنا، زنی مستقل و شاغل را بازی کرد که معشوقه شخصیت باچان است. این فیلم از نظر گیشه موفق بود.
چوپرا سال ۲۰۰۶ را با حضور کوتاه در سه فیلم آغاز کرد و سپس در فیلم ابرقهرمانی کریش (دنباله‌ای بر فیلم علمی-تخیلی کوی... میل گیا محصول ۲۰۰۳) به کارگردانی راکش روشن بازی کرد. او در کنار هریتیک روشن، رخا و نصیرالدین شاه، نقش یک روزنامه‌نگار جوان تلویزیونی را ایفا کرد که قصد دارد از جوانی معصوم با توانایی‌های فیزیکی خارق‌العاده سوءاستفاده کند، اما در نهایت عاشق او می‌شود. این فیلم دومین فیلم پرفروش سال در هند بود و با فروش جهانی بیش از ۱٫۱۷ میلیارد روپیه (۱۴ میلیون دلار آمریکا) به جایگاه بلاک‌باستر دست یافت. فیلم بعدی او، کمدی عاشقانه آپ کی خاطر به کارگردانی دارمش دارشان بود که در آن با آکشای خانا، آمیشا پاتل و دینو موریا هم‌بازی شد. این فیلم و بازی چوپرا مورد استقبال قرار نگرفت.سوکانیا ورما از «ردیف» اظهار داشت که شخصیت آنو با بازی چوپرا «به‌صورت نامنظم ترسیم شده» و شخصیت او هرگز یکپارچگی نداشته است: «ابتدا بی‌ثبات، سپس خونسرد و بعداً حساس.»
آخرین فیلم چوپرا در سال ۲۰۰۶، تریلر اکشن دان به کارگردانی فرهان اختر (بازسازی فیلمی به همین نام از سال ۱۹۷۸) بود که در آن با شاهرخ خان هم‌بازی شد. چوپرا نقش روما (که در فیلم اصلی زینت امان ایفاگر آن بود) را بازی کرد که برای انتقام از دان به دلیل قتل برادرش به دنیای زیرزمینی می‌پیوندد. چوپرا برای این نقش آموزش هنرهای رزمی دید و بدلکاری‌های خود را شخصاً انجام داد. این فیلم در هند و بازارهای بین‌المللی از نظر گیشه موفق بود و درآمدی بالغ بر ۱٫۰۵ میلیارد روپیه (۱۲ میلیون دلار آمریکا) کسب کرد. راجا سن از «ردیف» معتقد بود که چوپرا «شگفتی بزرگ» فیلم است و او را به‌عنوان زنی توانمند در نقش‌های اکشن توصیف کرد و نوشت: «این بازیگری است که مایل به چالش کشیدن خود است و پتانسیل قطعی برای خلق جادوی روی پرده دارد. به‌علاوه، لبخند فوق‌العاده‌ای دارد.»

### ناکامی‌ها و بازگشت (۲۰۰۷–۲۰۰۸)
در سال ۲۰۰۷، پریانکا چوپرا در دو فیلم نقش اصلی را ایفا کرد. اولین فیلم او، سلام‌عشق: ادای احترام به عشق به کارگردانی نیخیل ادوانی، یک کمدی-درام عاشقانه در شش فصل با بازیگران متعدد بود. چوپرا در فصل اول، در مقابل سلمان خان، نقش کامینی را بازی کرد، دختری که به‌عنوان رقاص آیتم فعالیت می‌کند و با یک ترفند تبلیغاتی تلاش می‌کند نقش اصلی را در فیلمی از کاران جوهر به دست آورد. ساکانیا ورما، منتقد فیلم، از استعداد کمدی چوپرا تمجید کرد و به‌ویژه تقلید او از مینا کوماری، نارگس و مادوبالا را ستود. بااین‌حال، سلام‌عشق: ادای احترام به عشق و فیلم بعدی او، برادر بزرگ، در گیشه داخلی ناموفق بودند.

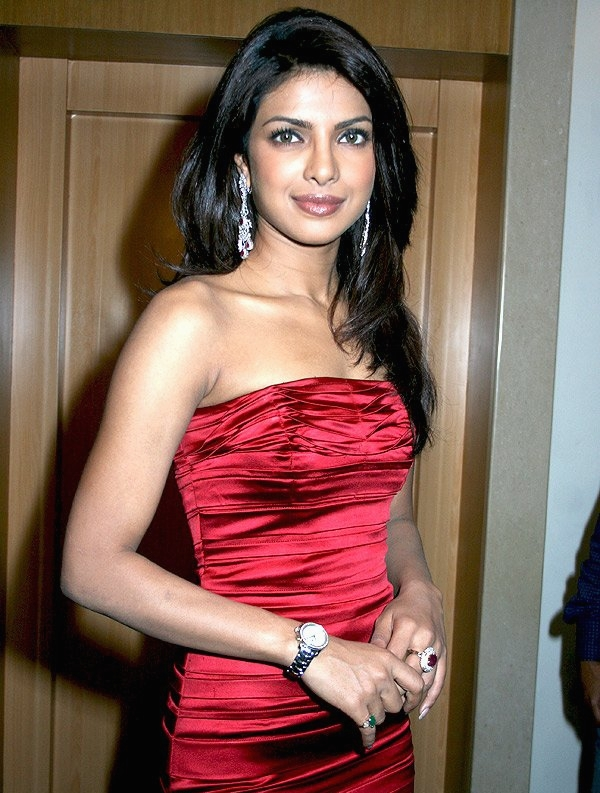
پریانکا چوپرا در مراسم رونمایی ویژه جلد مجله فیلم‌فیر برای فیلم «دوستانه» در نوامبر ۲۰۰۸

در سال ۲۰۰۸، چوپرا در فیلم داستان عشق ۲۰۵۰ به کارگردانی پدر هارمان باجوا و در مقابل او بازی کرد. چوپرا در این فیلم نقش دوگانه‌ای ایفا کرد و برای به تصویر کشیدن شخصیت‌های متفاوت، موهای خود را دو بار رنگ کرد؛ یک‌بار قرمز برای دختری از آینده و بار دیگر مشکی برای دختری از گذشته. بازی او چندان مورد استقبال قرار نگرفت؛ راجیو ماساند از شیمی بین چوپرا و هم‌بازی‌اش ابراز نارضایتی کرد و اظهار داشت که شخصیت او «نه احساس محبت را برمی‌انگیزد و نه همدردی». فیلم بعدی او، کمدی خدا تو خیلی بزرگی بود که در آن نقش یک گوینده تلویزیون را در کنار سلمان خان، سهیل خان و آمیتاب باچان ایفا کرد. چوپرا سپس در نقش یک معلم مهدکودک در فیلم چامکو در کنار بابی دئول و عرفان خان ظاهر شد و در فیلم ابرقهرمانی فانتزی درونا به کارگردانی گولدی بهل، در کنار آبیشک باچان و جایا باچان نقش سونیا را بازی کرد. درونا به دلیل استفاده گسترده از جلوه‌های ویژه مورد انتقاد شدید قرار گرفت و ششمین فیلم پیاپی چوپرا بود که از نظر تجاری و انتقادی شکست خورد، اگرچه ساکانیا ورما از «ردیف» اظهار داشت که چوپرا مهارت‌های قابل‌توجهی به‌عنوان یک قهرمان اکشن به نمایش گذاشت. در این مقطع، بسیاری از منتقدان معتقد بودند که دوران حرفه‌ای چوپرا به پایان رسیده است.
سلسله فیلم‌های ناموفق با بازی چوپرا در فیلم فشن به کارگردانی مادور بهاندارکار پایان یافت. این درام درباره صنعت مد هند، زندگی و حرفه چندین مدل را دنبال می‌کند. چوپرا نقش مگنا ماتور، یک سوپرمدل جاه‌طلب را ایفا کرد. او در ابتدا فکر می‌کرد این نقش فراتر از توانایی‌هایش است، اما پس از شش ماه تأمل و با اعتماد به‌نفسی که بهاندارکار به او داد، این نقش را پذیرفت. برای این نقش، چوپرا مجبور شد ۶ کیلوگرم وزن اضافه کند و به‌تدریج در طول فیلم‌برداری وزن خود را کاهش دهد تا پیشرفت شخصیت را نشان دهد. هم فیلم و هم بازی چوپرا با تحسین منتقدان مواجه شد و این اثر نقطه عطف مهمی در حرفه او بود. راجیو ماساند معتقد بود که چوپرا «اجرایی قابل‌احترام ارائه می‌دهد، اجرایی که بی‌تردید به‌عنوان بهترین کار او ثبت خواهد شد.» چوپرا برای این نقش چندین جایزه دریافت کرد، از جمله جایزه ملی فیلم برای بهترین بازیگر زن، جایزه فیلم‌فیر برای بهترین بازیگر زن، جایزه «IIFA» برای بهترین بازیگر زن، جایزه اسکرین برای بهترین بازیگر زن و جایزه انجمن تهیه‌کنندگان فیلم برای بهترین بازیگر زن در نقش اصلی. فیلم فشن با درآمد جهانی ۶۰۰ میلیون روپیه (۷ میلیون دلار آمریکا) به موفقیت تجاری دست یافت و سوباش کی. جها آن را یکی از بهترین فیلم‌های دهه با محوریت زنان دانست. این فیلم به دلیل موفقیت تجاری‌اش، با وجود زن‌محور بودن و نداشتن نقش اصلی مرد، مورد توجه قرار گرفت. چوپرا در سال ۲۰۱۲ اظهار داشت: «فکر می‌کنم در واقع فشن آغازگر روند فیلم‌هایی با محوریت زنان بود. امروز فیلم‌های زیادی با نقش‌های اصلی زنانه داریم که عملکرد خوبی داشته‌اند.»
آخرین فیلم چوپرا در آن سال، کمدی عاشقانه دوستانه به کارگردانی تارون مانسوخانی بود که در آن با آبیشک باچان و جان آبراهام هم‌بازی شد. داستان این فیلم که در میامی رخ می‌دهد، درباره دوستی بین شخصیت او و دو مرد است که برای زندگی در یک آپارتمان با او، وانمود می‌کنند همجنس‌گرا هستند. چوپرا نقش نهال ملوانی، یک ویراستار شیک مجله مد را بازی کرد که با فشارهای حرفه‌ای در زندگی‌اش دست‌وپنجه نرم می‌کند. این فیلم که توسط دارما پروداکشنز تولید شد، با درآمد جهانی بیش از ۸۶۰ میلیون روپیه (۱۰ میلیون دلار آمریکا) به موفقیت مالی دست یافت. بازی و ظاهر چوپرا در این فیلم مورد تحسین قرار گرفت.او برای بازی در فشن و دوستانه به‌طور مشترک جایزه استارداست برای بهترین بازیگر زن سال را دریافت کرد.

### تجربه نقش‌های غیرمتعارف (۲۰۰۹–۲۰۱۱)
در سال ۲۰۰۹، پریانکا چوپرا در تریلر جنایی کامینِی به کارگردانی ویشال بهاردواج، نقش سویتا، زنی جسور و ماراتهی را ایفا کرد که در کنار شاهد کاپور بازی کرد. این فیلم داستان برادران دوقلویی را روایت می‌کند که زندگی‌شان با دنیای زیرزمینی گره خورده است. کامینِی با تحسین منتقدان روبه‌رو شد و با درآمد جهانی ۷۱۰ میلیون روپیه (۸ میلیون دلار آمریکا) در گیشه موفق بود. نیخات کاظمی از تایمز آو ایندیا معتقد بود که نقش چوپرا او را کاملاً بازآفرینی کرد و راجیو ماساند نوشت: «چوپرا با نقش کوچک خود شگفتی دلپذیری خلق می‌کند، دیالوگ‌هایش را با رگه‌هایی از زبان ماراتهی روان ادا می‌کند و به یکی از دوست‌داشتنی‌ترین شخصیت‌های فیلم تبدیل می‌شود.» راجا سن از «ردیف» بازی چوپرا را بهترین اجرای یک بازیگر زن در آن سال دانست. این نقش برای او چندین جایزه و نامزدی به ارمغان آورد، از جمله دومین جایزه انجمن تهیه‌کنندگان فیلم برای بهترین بازیگر زن در نقش اصلی پس از فشن و نامزدی برای بهترین بازیگر زن در جوایز فیلم‌فیر، اسکرین و جوایز آکادمی بین‌المللی فیلم هند.

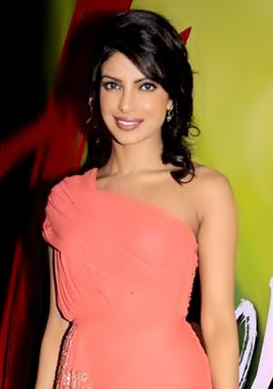
پریانکا چوپرا در مراسم رونمایی موسیقی متن فیلم هفت قتل معاف (۲۰۱۱)

چوپرا سپس در کمدی عاشقانه رأسی تو چیست؟ به کارگردانی آشوتوش گواریکر ظاهر شد که بر اساس رمان کیمبال راونسوود نوشته مادو رای ساخته شده بود. این فیلم داستان یک مرد گجراتی ساکن آمریکا را به تصویر می‌کشد که در جست‌وجوی همسر ایده‌آل خود میان ۱۲ دختر (همگی با بازی چوپرا) مرتبط با ۱۲ نشان زودیاک است. چوپرا برای بازی در این فیلم نامزد جایزه اسکرین برای بهترین بازیگر زن شد. او همچنین به دلیل ایفای نقش ۱۲ شخصیت متمایز در یک فیلم، برای ثبت در کتاب رکوردهای جهانی گینس در نظر گرفته شد. حجم کاری سنگین چوپرا، فیلم‌برداری برای چندین پروژه، سفر برای تبلیغات و اجرای برنامه‌های زنده (از جمله مسابقه دوشیزه هند) تأثیر منفی بر سلامت او گذاشت؛ او حین فیلم‌برداری غش کرد و در بیمارستان بستری شد. در سال ۲۰۱۰، چوپرا در کمدی عاشقانه عشق غیرممکن! به کارگردانی جوگال هانسراج در کنار اودای چوپرا بازی کرد و نقش آلیشا، دختری محبوب در کالج (و بعداً مادری شاغل) را ایفا کرد که عاشق مردی از نظر اجتماعی ناسازگار می‌شود. در همان سال، او در کنار رانبیر کاپور در درام کمدی عاشقانه آنجانا آنجانی به کارگردانی سیدهارت آناند ظاهر شد. این فیلم که در نیویورک و لاس‌وگاس روایت می‌شود، داستان دو غریبه خودکشی‌گرا را دنبال می‌کند که عاشق یکدیگر می‌شوند. فیلم نقدهای متفاوتی دریافت کرد اما از نظر تجاری موفق بود.
چوپرا در اولین فیلم خود در سال ۲۰۱۱، کمدی سیاه هفت قتل معاف به کارگردانی ویشال بهاردواج، نقش یک زن فریبنده را بازی کرد. این فیلم که بر اساس داستان کوتاه هفت شوهر سوزانا نوشته راسکین باند ساخته شده بود، حول محور سوزانا آنا-ماری یوهانس، زنی انگلیسی-هندی (با بازی چوپرا) می‌چرخد که در جست‌وجوی بی‌پایان عشق، شوهران خود را به قتل می‌رساند. فیلم و بازی چوپرا مورد تحسین منتقدان قرار گرفت. نیخات کاظمی این فیلم را «نقطه عطفی در کارنامه چوپرا» توصیف کرد و از «تسلط بی‌نقص او بر شخصیتی پیچیده که قطعاً در سینمای هند بی‌سابقه است» ستایش کرد. راشل سالتز از نیویورک تایمز معتقد بود که سوزانا بیشتر یک ایده است تا یک شخصیت و چوپرا، با وجود جذابیت همیشگی‌اش، نمی‌تواند این نقش را کاملاً منسجم کند. بازی چوپرا برای او جایزه فیلم‌فیر برای بهترین بازیگر زن (منتقدان) و نامزدی‌هایی برای جوایز فیلم‌فیر، جوایز آکادمی بین‌المللی فیلم هند، انجمن تهیه‌کنندگان فیلم و اسکرین برای بهترین بازیگر زن به ارمغان آورد.
آخرین فیلم چوپرا در آن سال، بازی دوباره در نقش روما در دومین قسمت از مجموعه دان، یعنی دان ۲ بود. اگرچه فیلم نقدهای متفاوتی دریافت کرد، بازی چوپرا بازخوردهای مثبتی به همراه داشت. به گزارش اکسپرس تریبون، «چوپرا... به نظر می‌رسد انتخابی عالی برای یک قهرمان اکشن باشد. وقتی او را در حال مبارزه بی‌دردسر با اراذل در فیلم می‌بینید، متوجه می‌شوید که او شاید اولین قهرمان زن واقعی اکشن در بالیوود باشد.» دان ۲ در هند و بازارهای بین‌المللی موفقیت بزرگی کسب کرد و درآمدی بیش از ۲٫۰۶ میلیارد روپیه (۲۴ میلیون دلار آمریکا) در سراسر جهان به دست آورد.

### موفقیت‌های بیشتر (۲۰۱۲–۲۰۱۴)
نخستین فیلم چوپرا در سال ۲۰۱۲، درام اکشن «آگنی‌پت» به کارگردانی کاران مالهوترا بود که در آن با هریتیک روشن، سانجی دات و ریشی کاپور هم‌بازی شد. این فیلم که توسط کاران جوهر تهیه شده بود، بازسازی فیلمی به همین نام از تولید سال ۱۹۹۰ پدر جوهر است. در یکی از چندین حادثه‌ای که طی تولید رخ داد، لهنگای (دامن سنتی) چوپرا هنگام فیلم‌برداری سکانسی برای یک آهنگ جشنواره‌ای گانپاتی دچار آتش‌سوزی شد. او در این فیلم نقش کالی گاوده، معشوقه‌ی پرحرف روشن را ایفا کرد. مایانک شکهر خاطرنشان کرد که چوپرا در این فیلم مردانه با قدرت ظاهر شد. «آگنی‌پت» رکورد بالاترین درآمد روز افتتاحیه بالیوود را شکست و در مجموع جهانی ۱٫۹۳ میلیارد روپیه (۲۳ میلیون دلار آمریکا) فروش داشت. چوپرا سپس در کنار شاهد کاپور در فیلم رمانتیک «تری مری کهانی» به کارگردانی کونال کهلی بازی کرد. این فیلم داستان سه زوج بی‌ارتباط (که هر یک را کاپور و چوپرا ایفا کردند) را روایت می‌کند که در دوره‌های زمانی مختلف متولد شده‌اند.

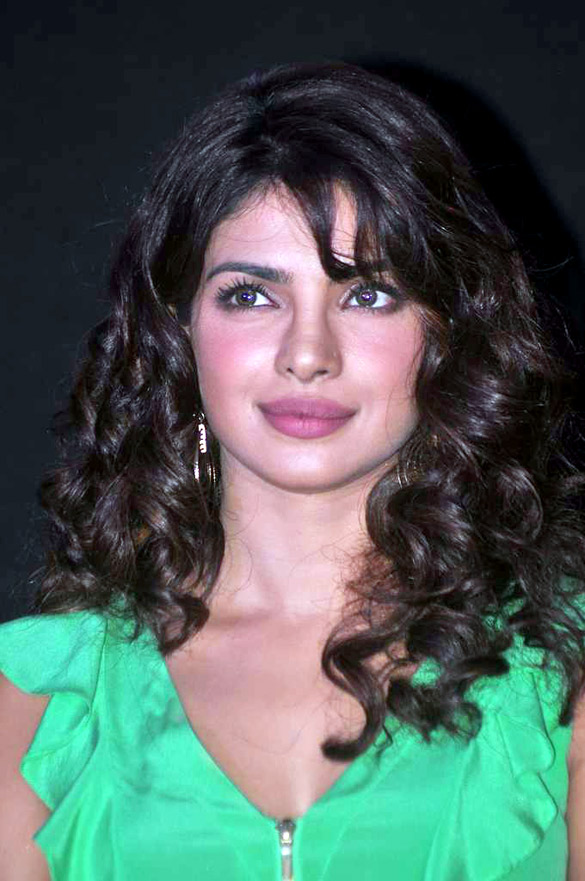
چوپرا در رویدادی تبلیغاتی برای «برفی!» در سال ۲۰۱۲

آخرین حضور چوپرا در سال ۲۰۱۲، فیلم «برفی!» به کارگردانی آنوراگ باسو با بازی رانبیر کاپور و ایلینا دی‌کروز بود. این فیلم که در دهه ۱۹۷۰ می‌گذرد، داستان سه نفر را روایت می‌کند که دو نفر از آن‌ها دارای معلولیت جسمانی هستند. چوپرا نقش جیلمیل چاترجی، زنی اوتیستیک را بازی کرد که عاشق مردی ناشنوا و لال (کاپور) می‌شود. ریتوپارنو گوش، کارگردان، این نقش را به دلیل دشواری‌هایش برای ایفای باورپذیر یک زن اوتیستیک، «بسیار شجاعانه» توصیف کرد. برای آماده‌سازی این نقش، چوپرا از چندین مؤسسه روانی بازدید کرد و زمانی را با افراد اوتیستیک گذراند. این فیلم با تحسین منتقدان مواجه شد و موفقیتی تجاری بزرگ داشت و در سطح جهانی ۱٫۷۵ میلیارد روپیه (۲۱ میلیون دلار آمریکا) فروش کرد. راچیت گوپتا از فیلم‌فیر، چوپرا را «بسته شگفت‌انگیز» فیلم دانست و عملکرد او را «بهترین بازنمایی اوتیسم در سینمای هند» توصیف کرد. پراتیم دی. گوپتا از تلگراف، کاپور و چوپرا را بسیار تحسین کرد، هرچند او را در نقش خود کمی «نمایشی» یافت. چوپرا برای بهترین بازیگر زن در جوایز فیلم‌فیر، اسکرین، IIFA و انجمن تهیه‌کنندگان فیلم نامزد شد. این فیلم به عنوان نماینده هند برای هشتاد و پنجمین دوره جوایز اسکار انتخاب شد. «آگنی‌پت» و «برفی!» در میان پرفروش‌ترین فیلم‌های بالیوود تا آن زمان قرار گرفتند.
در سال ۲۰۱۳، چوپرا صداپیشگی شخصیت ایشانی، قهرمان پان‌آسیایی از هند و معشوقه‌ی قهرمان اصلی را در فیلم استودیوهای دیزنی‌تون، «هواپیماها»، که اسپین‌آفی از مجموعه «ماشین‌ها»ی پیکسار بود، بر عهده گرفت. چوپرا، که از طرفداران فیلم‌های دیزنی است، از صداپیشگی این شخصیت لذت برد و گفت: «نزدیک‌ترین چیزی که می‌توانستم به یک پرنسس دیزنی باشم، فکر می‌کنم ایشانی بود». این فیلم موفقیتی تجاری داشت و تقریباً ۲۴۰ میلیون دلار در سراسر جهان فروش کرد. او سپس در درام اکشن دو زبانه «زنجیر» (توفان به زبان تلوگو) به کارگردانی آپوورا لاکیا، بازسازی فیلمی هندی به همین نام از سال ۱۹۷۳، نقش دختری مهاجر را بازی کرد که با واکنش‌های منفی منتقدان مواجه شد و در گیشه ناموفق بود. چوپرا سپس نقش پریا را در «کریش ۳» به کارگردانی راکش روشن، دنباله‌ای بر فیلم ابرقهرمانی «کریش» در سال ۲۰۰۶، در کنار هریتیک روشن، ویوک اوبروی و کانگانا رانوت تکرار کرد. منتقدان معتقد بودند که چوپرا در این فیلم نقش چندانی نداشت. سایبال چاترجی از «ان‌دی تی‌وی» نوشت که او «با نقشی کم‌عمق گرفتار شده و به جایگاه یک همراه منتظر برای رخدادها تنزل یافته است». این فیلم موفقیتی در گیشه داشت و با فروش بیش از ۳ میلیارد روپیه (۳۵ میلیون دلار آمریکا) در سراسر جهان، بزرگ‌ترین موفقیت تجاری چوپرا تا آن زمان و چهارمین موفقیت بزرگ او در دو سال شد. او در آهنگ «رام چاهه لیلا» برای فیلم «گلیون کی راسلیلا رام-لیلا» به کارگردانی سانجی لیلا بهانسالی، رقص معاصر موجرا اجرا کرد.
در سال ۲۰۱۴، چوپرا نقش اصلی زن را در درام اکشن رمانتیک «گاندای» به کارگردانی علی عباس ظفر، در کنار رانویر سینگ، آرجون کاپور و عرفان خان بازی کرد. او نقش ناندیتا، یک رقاص کاباره در کلکته را ایفا کرد. این فیلم که در دهه ۱۹۷۰ می‌گذرد، داستان دو دوست صمیمی را روایت می‌کند که عاشق ناندیتا می‌شوند. «گاندای» موفقیتی در گیشه داشت و بیش از ۱ میلیارد روپیه (۱۲ میلیون دلار آمریکا) در سراسر جهان فروش کرد.[نیازمند منبع] چوپرا سپس در فیلم بیوگرافی «مری کوم» نقش شخصیت اصلی، بوکسور پنج‌بار قهرمان جهان و مدال‌آور برنز المپیک، مری کوم را ایفا کرد. برای آماده‌سازی این نقش، او زمانی را با مری کوم گذراند و چهار ماه آموزش بوکس دید. این فیلم در جشنواره بین‌المللی فیلم تورنتو ۲۰۱۴ به نمایش درآمد، نقدهای مثبتی از منتقدان دریافت کرد و عملکرد چوپرا تحسین شد. سودیش کامات از هندو، فیلمنامه فیلم را نقد کرد اما از عملکرد «ناک‌اوت» چوپرا ستایش کرد و نوشت: «این بازیگر پرشور فراتر از مواد اولیه فیلم عمل می‌کند و ما را به سرمایه‌گذاری در او وامی‌دارد و به روح» بوکسور ادای احترام می‌کند. سرویس خبری هندو-آسیایی عملکرد چوپرا را برای بیان هر سایه از شخصیت با «شجاعتی بی‌نقص» ستود. «مری کوم» موفقیتی تجاری داشت و در گیشه ۱٫۰۴ میلیارد روپیه (۱۲ میلیون دلار آمریکا) فروش کرد. چوپرا برنده جایزه اسکرین برای بهترین بازیگر زن، جایزه انجمن تهیه‌کنندگان فیلم برای بهترین بازیگر زن در نقش اصلی شد و نامزدی دیگری برای جایزه فیلم‌فیر بهترین بازیگر زن دریافت کرد.

### گسترش فعالیت‌ها در سینمای آمریکا و تلویزیون (۲۰۱۵–۲۰۱۹)
در سال ۲۰۱۵، پریانکا چوپرا در فیلم کمدی-درام گروهی «دل ددهکنه دو» به کارگردانی زویا اختر، در کنار آنیل کاپور، شفاالی شاه، رانویر سینگ و آنوشکا شارما بازی کرد. این فیلم داستان خانواده‌ای پنجابی ناکارآمد (خانواده مهرا) را روایت می‌کند که برای جشن سی‌امین سالگرد ازدواج والدین، خویشاوندان و دوستان خود را به یک سفر دریایی دعوت می‌کنند. چوپرا نقش عایشه مهرا، کارآفرینی موفق و فرزند ارشد خانواده را ایفا کرد. پراتیم دی. گوپتا از تلگراف درباره چوپرا نوشت: «از زبان بدن متین تا گفتار سنجیده [...] عمقی را که این روزها به دیالوگ‌ها و شخصیت‌هایش می‌آورد نشان می‌دهد.» در مقابل، شوبهرا گوپتا از ایندین اکسپرس اظهار داشت که زمان آن رسیده که او «کمی آشوبناک‌تر» شود: «این نقش‌های بیش از حد بی‌نقص، او را محدود کرده‌اند.» گروه بازیگران «دل ددهکنه دو» جایزه اسکرین برای بهترین گروه بازیگران را برد و چوپرا برای بهترین بازیگر زن در جوایز اسکرین، IIFA و انجمن تهیه‌کنندگان فیلم نامزد شد. I در سال ۲۰۱۶، او برای نسخه هندی فیلم «کتاب جنگل» صداپیشگی شخصیت کا، مار پیتون ماده، را بر عهده گرفت.

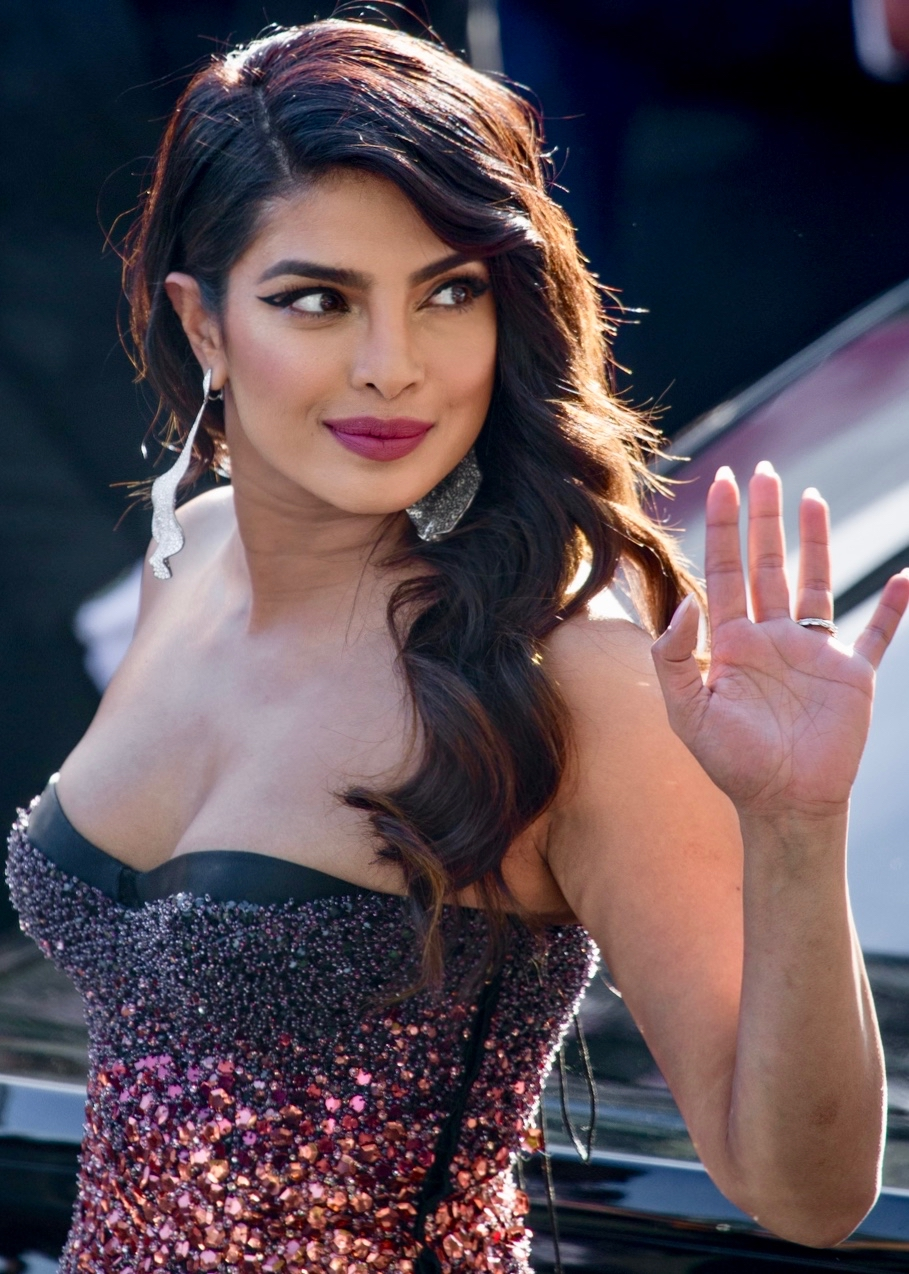
چوپرا در جشنواره فیلم کن ۲۰۱۹

چوپرا قراردادی برای همکاری با استودیوهای «ای‌بی‌سی» امضا کرد و سپس در سریال هیجان‌انگیز آمریکایی «کوانتیکو» در نقش الکس پریش انتخاب شد. این سریال که در سال ۲۰۱۵ از شبکه ABC پخش شد، چوپرا را به اولین بازیگر جنوب آسیایی تبدیل کرد که نقش اصلی یک سریال درام شبکه‌ای آمریکایی را بر عهده دارد. سریال نقدهای مثبتی از منتقدان تلویزیونی دریافت کرد و عملکرد چوپرا مورد تحسین قرار گرفت. راب لومن از لس‌آنجلس دیلی نیوز حضور پویای او روی صفحه را ستود و جیمز پونی‌ووزیک از نیویورک تایمز چوپرا را «قوی‌ترین سرمایه انسانی» سریال نامید و افزود که او «بلافاصله کاریزماتیک و تأثیرگذار است.» او برای نقشش در «کوانتیکو» جایزه انتخاب مردم برای بهترین بازیگر زن در یک سریال جدید را دریافت کرد و به اولین بازیگر زن جنوب آسیایی تبدیل شد که این جایزه را می‌برد. سال بعد، چوپرا دومین جایزه انتخاب مردم را برای بهترین بازیگر زن درام تلویزیونی دریافت کرد. «کوانتیکو» پس از سه فصل در سال ۲۰۱۸ لغو شد. چوپرا بعدها اظهار داشت که مهاجرتش به آمریکا به دلیل اختلاف با افراد در بالیوود بود: «افرادی مرا انتخاب نمی‌کردند، با برخی مشکل داشتم، من در بازی‌های سیاسی خوب نیستم، بنابراین از سیاست‌ها خسته شده بودم و گفتم نیاز به استراحت دارم.»
چوپرا سپس در درام عاشقانه تاریخی حماسی «باجیراو مستانی» به کارگردانی سانجی لیلا بهانسالی، در کنار رانویر سینگ و دیپیکا پادوکن، نقش کاشیبای، همسر اول ژنرال ماراتا، پشوا باجیراو اول را بازی کرد. این فیلم با نقدهای بسیار مثبتی مواجه شد و بازی چوپرا که بسیاری از منتقدان آن را بهترین عملکرد او تا آن زمان دانستند، به طور گسترده تحسین شد. راجیو ماساند نوشت: «فیلم از حس شوخ‌طبعی و طنز ظریفی که پریانکا چوپرا به شخصیت کاشیبای می‌آورد بهره می‌برد. چوپرا به این شخصیت لطافت می‌بخشد و عملاً فیلم را می‌رباید.» راجا سن، منتقد فیلم، معتقد بود که چوپرا، با وجود نداشتن نقش اصلی، مالک فیلم است و نوشت: «چوپرا در این نقش فوق‌العاده است، چشمان هوشمندانه و پراحساسش حرف‌های زیادی می‌زنند و ریتم ماراتهی بی‌نقص او کاملاً درست است.» «باجیراو مستانی» موفقیتی تجاری بزرگ داشت و با فروش ۳٫۵ میلیارد روپیه (۴۱ میلیون دلار آمریکا) در گیشه، یکی از پرفروش‌ترین فیلم‌های هندی تاریخ شد. او برای این نقش جوایز فیلم‌فیر، IIFA و اسکرین برای بهترین بازیگر مکمل زن را برد و نامزدی جایزه انجمن تهیه‌کنندگان فیلم برای بهترین بازیگر زن در نقش اصلی را کسب کرد.
در سال ۲۰۱۶، چوپرا در درام اجتماعی «جای گنگاجال» به کارگردانی پراکاش جها نقش یک افسر پلیس را ایفا کرد. ناراتا جوشی از هندو معتقد بود که او «در بیشتر فیلم بی‌حال، بی‌علاقه و بی‌ارتباط با وقایع به نظر می‌رسد.» این فیلم از نظر تجاری عملکرد خوبی نداشت. سال بعد، چوپرا اولین حضور خود در یک فیلم لایو-اکشن هالیوودی را با بازی در نقش آنتاگونیست، ویکتوریا لیدز، در کمدی اکشن «بی‌واچ» به کارگردانی ست گوردون در کنار دواین جانسون و زک افران تجربه کرد. این فیلم نقدهای منفی دریافت کرد. «ای‌جی‌ان» چوپرا را نقطه برجسته فیلم دانست و اظهار داشت که او «تقریباً از هر کسی که با او در یک صحنه است پیشی می‌گیرد» و افزود که «شخصیت او تنها شخصیتی است که با لحنی متمایز صحبت می‌کند.» اسکات مندلسون از فوربس نوشت: «چوپرا در نقش شرور لذت می‌برد، اما تا پایان فیلم در پس‌زمینه می‌ماند و واقعاً فقط یک صحنه بزرگ در انتهای فیلم دارد.» «بی‌واچ» در آمریکای شمالی موفقیت تجاری نداشت، اما در بازارهای خارجی عملکرد خوبی داشت و حدود ۱۷۸ میلیون دلار در گیشه جهانی فروش کرد. جشنواره فیلم ساندنس ۲۰۱۸ شاهد اکران فیلم بعدی آمریکایی چوپرا، «کیدی مثل جیک» بود، یک درام درباره تنوع جنسیتی با بازی جیم پارسونز و کلر دینز. امی نیکلسون از ورایتی از «حضور جذاب» او تمجید کرد اما معتقد بود که نقش او ارزش چندانی به فیلم اضافه نکرده است. در اوایل سال ۲۰۱۹، او قرار بود در مقابل سلمان خان در فیلم «بهارات» بازی کند، اما چند روز پیش از فیلم‌برداری صحنه‌هایش از پروژه انصراف داد. نیکیل نامیت، تهیه‌کننده فیلم، گفت که او به دلیل نامزدی با نیک جوناس از پروژه خارج شد و این اقدام چوپرا را «کمی غیرحرفه‌ای» خواند.
در سال ۲۰۱۹، چوپرا نقش مکمل دیگری به عنوان یک سفیر یوگا در کمدی «آیا رمانتیک نیست» به کارگردانی تاد اشتراوس-شولسون با بازی ربل ویلسون ایفا کرد. این فیلم مورد استقبال منتقدان قرار گرفت و حدود ۴۹ میلیون دلار در گیشه آمریکای شمالی فروش کرد. دانا شوارتز از اینترتینمنت ویکلی او را «کاملاً مناسب» دانست، اما بنجامین لی از گاردین معتقد بود که او «به اندازه کافی جالب نیست.» چوپرا در اواخر سال ۲۰۱۹ با فیلم درام بیوگرافی «آسمان صورتی است» به کارگردانی شونالی بوس به سینمای هندی بازگشت و نقش مادر عایشه چودری، نوجوانی مبتلا به بیماری لاعلاج را بازی کرد. او همچنین تهیه‌کننده این پروژه بود و به دلیل ترکیب طنز و تراژدی با داستان آن ارتباط برقرار کرد. کیت اربلند از ایندی‌وایر او را «فوق‌العاده» و «نیروی محرکه فیلم، یک مادر جسور و پرحرف» توصیف کرد و آنا ام. ام. وتیکاد از «خویشتنداری آرام» در عملکرد او یاد کرد. این فیلم در گیشه عملکرد خوبی نداشت. چوپرا نامزدی دیگری برای جایزه فیلم‌فیر بهترین بازیگر زن دریافت کرد.

### پروژه‌های استریمینگ (۲۰۲۰–تاکنون)

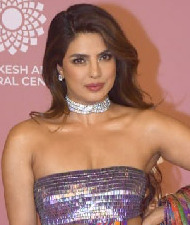
پریانکا چوپرا جوناس در سال ۲۰۲۳

در سال ۲۰۲۰، چوپرا جوناس قراردادی چند میلیون دلاری با آمازون پرایم ویدئو امضا کرد تا از محتوای تولیدشده توسط فیلم‌سازان تازه‌کار رنگین‌پوست BIPOC و زنان حمایت کند. تنها اثر منتشرشده او در آن سال، فیلم ابرقهرمانی کودکان نتفلیکس به نام «ما می‌توانیم قهرمان باشیم» به کارگردانی رابرت رودریگز بود. او در نقش خانم گرانادا، مدیر سازمان ابرقهرمانی به نام هروئیکز، بازی کرد. این فیلم عموماً نقدهای مثبتی دریافت کرد؛ ریچارد روپر از شیکاگو سان-تایمز از این بازیگر برای «جان بخشیدن به جریان فیلم» در نقش جدی خانم گرانادا تمجید کرد و ایان فریر از مجله امپایر معتقد بود که او «بازیگری در فیلم کودکانه را به اوج رساند». اولین فیلم او در سال ۲۰۲۱، «ببر سفید» به کارگردانی رامین بهراتی، اقتباسی از رمان طنزآمیز آراویند آدیگا به همین نام بود. او در کنار آدارش گوراو و راجکومار رائو بازی کرد و همچنین تهیه‌کننده اجرایی این تولید نتفلیکس بود. نقدهای منتقدان به فیلم و عملکرد او مثبت بود. کوین ماهر، منتقد تایمز، عملکرد چوپرا جوناس را «درخشان» توصیف کرد و دیوید رونی از هالیوود ریپورتر او را برای افزودن «عمق احساسی» به نقشش ستود. این فیلم نامزد بهترین فیلمنامه اقتباسی در نود و سومین دوره جوایز اسکار شد.در همان سال، چوپرا جوناس نقشی مکمل در فیلم علمی-تخیلی «رستاخیزهای ماتریکس» داشت.
چوپرا جوناس سپس در سریال هیجان‌انگیز اکشن آمازون پرایم ویدئو به نام «سیتادل» (۲۰۲۳) در کنار ریچارد مدن بازی کرد. با بودجه تولید ۳۰۰ میلیون دلار آمریکا، فصل اول شش قسمتی این سریال یکی از گران‌ترین برنامه‌های تلویزیونی محسوب می‌شود.این اولین بار در حرفه او بود که دستمزدی برابر با همبازی مرد خود دریافت کرد.او بسیاری از بدلکاری‌های خود را شخصاً انجام داد و از جراحتی روی ابروی خود زخمی دائمی بر جای ماند. منتقدان نظرات متفاوتی درباره سریال داشتند، اما جاسپر ریس از دیلی تلگراف به‌ویژه تحت تأثیر پتانسیل چوپرا جوناس به‌عنوان یک جیمز باند زن قرار گرفت و او را «شوخ‌طبع، بامزه و سخت همچون کیسه‌ای پر از میخ‌های نه اینچی» توصیف کرد. او سپس در کمدی رمانتیک «عشق دوباره» در کنار سم هیوگان و سلین دیون بازی کرد که مورد انتقاد شدید منتقدان قرار گرفت.
چوپرا جوناس در ادامه در فیلم اکشن «روسای دولت» در کنار جان سینا و ادریس البا و در فیلم اکشن «بلوف» در کنار کارل اربن بازی خواهد کرد. او همچنین در فیلم ماجراجویی هنوز بدون عنوان اس. اس. راجامولی در کنار ماهش بابو ایفای نقش خواهد کرد.

## حرفه موسیقی
تأثیر اصلی آوازی پریانکا چوپرا، پدرش بود که به پرورش علاقه او به خوانندگی کمک کرد. او از استعداد آوازی خود در اوایل حرفه‌اش در مسابقات زیبایی استفاده کرد. اولین ضبط او، آهنگ «اولاتای کیلاته» در فیلم تامیلی «تامیزان» (۲۰۰۲)، به اصرار کارگردان و هم‌بازی‌اش، ویجی (که خوانندگی او را در صحنه فیلم‌برداری شنیده بود) انجام شد.او از خوانندگی بازخوانی برای آهنگ «تینکا تینکا» در فیلم «کارام» (۲۰۰۵) خودداری کرد و ترجیح داد بر حرفه بازیگری‌اش تمرکز کند، اما بعدها این آهنگ را به‌صورت زنده در برنامه تلویزیونی «سا ره گا ما پا» اجرا کرد. چوپرا آهنگی منتشرنشده برای فیلم «بلوف‌مستر!» (۲۰۰۵) ضبط کرد. در اوت ۲۰۱۱، گروه یونیورسال موزیک با همکاری دسی‌هیتس، چوپرا را برای قراردادی جهانی برای ضبط موسیقی امضا کرد. این قرارداد نشان می‌داد که اولین آلبوم استودیویی او توسط اینترسکوپ رکوردز در آمریکای شمالی و توسط آیلند رکوردز در دیگر نقاط جهان منتشر خواهد شد.

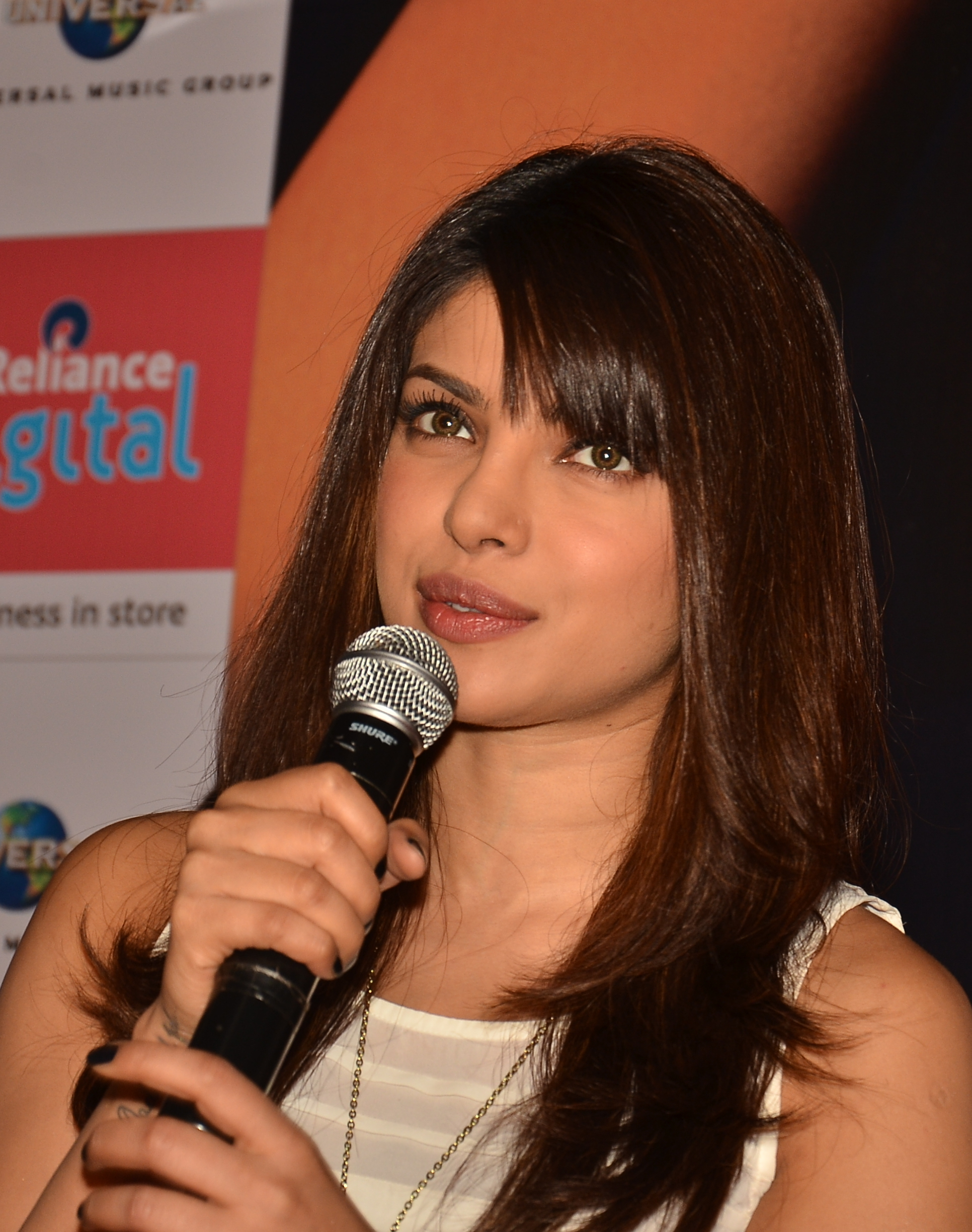
چوپرا در حال تبلیغ «این مای سیتی» در فروشگاه ریلاینس دیجیتال در بمبئی

در جولای ۲۰۱۲، چوپرا به‌عنوان اولین ستاره بالیوود با آژانس سرگرمی و ورزشی کریتیو آرتیستس آژانسی در لس‌آنجلس قرارداد امضا کرد. آلبوم او توسط ردوان تولید شد. اولین تک‌آهنگ او، «این مای سیتی»، در 13 سپتامبر ۲۰۱۲ در یک تبلیغ تلویزیونی برای برنامه فوتبال پنج‌شنبه شب شبکه «ان‌اف‌ال» در آمریکا منتشر شد؛ نسخه کوتاه‌شده این آهنگ برای باز کردن هر برنامه از فصل استفاده شد. «این مای سیتی» با حضور رپر ویل.آی.ام و به گفته چوپرا، یکی از نویسندگان آهنگ، از کودکی پرتلاطم او و سفرش از دختری از شهر کوچک به یک سلبریتی الهام گرفته شده بود. این آهنگ نقدهای متفاوتی از منتقدان دریافت کرد و در هند موفقیتی تجاری داشت؛ بیش از ۱۳۰.۰۰۰ نسخه در هفته اول فروخت، در صدر جدول پاپ هندی قرار گرفت و گواهینامه سه‌گانه پلاتین دریافت کرد. در ایالات متحده، این تک‌آهنگ ناموفق بود، با ۵.۰۰۰ دانلود دیجیتال در هفته اول طبق گزارش نیلسن ساونداسکن و بدون پخش رادیویی. در اکتبر ۲۰۱۲ ، این تک‌آهنگ جایزه بهترین اولین حضور بین‌المللی را در جوایز انتخاب مردم هند برای او به ارمغان آورد.در دسامبر ۲۰۱۲، او سه نامزدی برای بهترین هنرمند زن، بهترین آهنگ و بهترین ویدئو (برای «این مای سیتی») در جوایز موسیقی جهانی دریافت کرد.چوپرا همچنین در آهنگ «ای‌دی‌اِم» و «ایریس» که توسط دو دی‌جی و تهیه‌کننده آمریکایی، د چین‌سموکرز، تولید شده بود، حضور داشت.
در جولای ۲۰۱۳، چوپرا دومین تک‌آهنگ خود، «اگزوتیک»، را با حضور رپر آمریکایی پیت‌بول همراه با موزیک‌ویدئوی آن منتشر کرد. «اگزوتیک» در ۲۷ جولای ۲۰۱۳ در رتبه ۱۶ جدول آهنگ‌های رقص/الکترونیک بیلبورد و رتبه ۱۱ جدول آهنگ‌های دیجیتال رقص/الکترونیک قرار گرفت. این تک‌آهنگ همچنین در رتبه ۷۴ جدول هات ۱۰۰ کانادا وارد شد. «اگزوتیک» در جدول آهنگ‌های رقص کلاب بیلبورد در رتبه ۴۴ شروع کرد و به رتبه ۱۲ رسید. سومین تک‌آهنگ او، کاور آهنگ «آی کنت میک یو لاو می» از بانی ریت، در آوریل ۲۰۱۴ منتشر شد. این آهنگ در جدول آهنگ‌های رقص/الکترونیک بیلبورد به رتبه ۲۸ رسید.
اولین آهنگ چوپرا به‌عنوان خواننده بازخوانی در بالیوود، «چاورو»، یک لالایی از فیلم «مری کوم» (۲۰۱۴) بود. در سال ۲۰۱۵، او آهنگ عنوانی فیلم «دل ددهکنه دو» را به‌صورت دونفره با فرهان اختر خواند. او همچنین آهنگ تبلیغاتی برای فیلم «ونتیلاتور» (۲۰۱۶) ضبط کرد و با آهنگ «بابا» اولین بازخوانی خود به زبان مراتی را تجربه کرد. در سال ۲۰۱۷، چوپرا با دی‌جی استرالیایی ویل اسپارکز برای آهنگ«ای‌دی‌اِم» و «یانگ اند فری» همکاری کرد که خودش نیز آن را نوشت. چوپرا بعدها اظهار داشت که حرفه موسیقی‌اش «در سطح استانداردهایش نبود» و ادامه دادن آن «بی‌فایده» می‌بود.

## فعالیت‌های خیریه
پریانکا چوپرا از طریق بنیاد خود، «بنیاد پریانکا چوپرا برای سلامت و آموزش»، از علل مختلفی حمایت می‌کند که به ارائه پشتیبانی به کودکان محروم در سراسر هند در زمینه‌های آموزش و سلامت اختصاص دارد. او ده درصد از درآمد خود را به فعالیت‌های این بنیاد اهدا می‌کند و هزینه‌های آموزشی و پزشکی برای هفتاد کودک در هند، که پنجاه نفر از آن‌ها دختر هستند، را تأمین می‌کند. او اغلب درباره مسائل زنان سخن می‌گوید: علیه کشتن نوزادان دختر و جنین‌کشی، و در حمایت از آموزش دختران. چوپرا، به‌عنوان یک باورمند به فمینیسم، همواره درباره حقوق زنان، برابری جنسیتی و شکاف دستمزد جنسیتی صریح بوده است. در سال ۲۰۰۶، یک «روز با چوپرا» در «ای‌بی» به حراج گذاشته شد و درآمد آن به سازمان غیردولتی نانهی کالی، که به آموزش دختران در هند کمک می‌کند، اهدا شد. او برای حمایت از دیگر خیریه‌ها، مانند کنسرت تله‌تون «HELP!» در سال ۲۰۰۵ برای جمع‌آوری کمک به قربانیان زلزله اقیانوس هند در سال ۲۰۰۴، ظاهر شده است.
چوپرا از سال ۲۰۰۶ با یونیسف همکاری کرده، پیام‌های خدمات عمومی ضبط کرده و در بحث‌های پنل رسانه‌ای برای ترویج حقوق کودکان و آموزش دختران شرکت کرده است. او همچنین در جشن بیستمین سالگرد کنوانسیون حقوق کودک مشارکت داشت. در ۱۰ اوت ۲۰۱۰، او به‌عنوان سفیر حسن نیت ملی یونیسف برای حقوق کودکان منصوب شد. کارین هولشوف، نماینده یونیسف، درباره این انتصاب گفت: «او به همان اندازه که به کارش برای کودکان و نوجوانان اشتیاق دارد، به فعالیت‌هایش متعهد است. ما به کارهایی که او تاکنون در زمینه حقوق کودکان با ما انجام داده افتخار می‌کنیم و از همه کارهایی که با هم انجام خواهیم داد تا هیچ کودکی عقب نماند، هیجان‌زده هستیم.» در سال ۲۰۰۹، او مستندی برای سازمان آلرت هند ساخت تا آگاهی درباره جذام را افزایش دهد. او برای نمایش مد خیریه مانیش مالهوترا و شاینا ان‌سی مدل شد تا برای انجمن کمک به بیماران سرطانی بودجه جمع‌آوری کند.در سال ۲۰۱۰، چوپرا یکی از چندین سلبریتی بود که پیام‌های تبلیغاتی برای بنیاد پرلز ویو ساخت، که علیه خشونت و سوءاستفاده از زنان و دختران فعالیت می‌کند. او همچنین کمپین «نجات دختربچه‌ها» را راه‌اندازی کرد که هدفش تغییر نگرش هندی‌ها نسبت به دختران است. در سال ۲۰۱۲، چوپرا در راه‌اندازی برنامه ضد اعتیاد «بیداری جوانان» سخن گفت.
در رویدادی عمومی در سال ۲۰۱۹، یک فعال چوپرا را به دلیل توییتی که در آن از نیروهای نظامی هند در بحبوحه تنش‌های بین پاکستان و هند تمجید کرده بود، مورد انتقاد قرار داد. استدلال اصلی این بود که او جنگ‌طلب است و این با نقشش به‌عنوان سفیر صلح سازمان ملل ناسازگار است. چوپرا در این رویداد پاسخ داد که وطن‌پرست است و به‌سرعت فعال منتقد را ساکت کرد. پاکستان خواستار برکناری چوپرا از نقش سازمان ملل شد، اما سازمان ملل از حق او برای بیان نظراتش حمایت کرد.

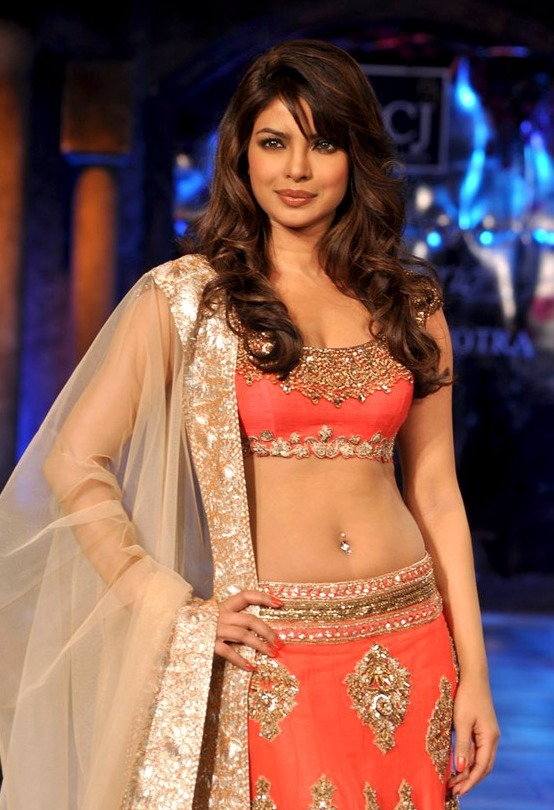
چوپرا در نمایش مد خیریه میجوان در سال ۲۰۱۲

چوپرا از خیریه‌های زیست‌محیطی حمایت می‌کند و سفیر برند گریناتون «ان‌دی تی‌وی» است، ابتکاری برای ترویج سازگاری با محیط زیست و تأمین برق خورشیدی برای روستاهای بدون برق.او در ویدیویی انیمیشنی با کودکان برای حمایت از این موضوع ظاهر شد، و زباله‌ها را از سواحل رودخانه یامونا در آگرا جمع‌آوری کرد تا آگاهی زیست‌محیطی را افزایش دهد. در سومین و چهارمین دوره گریناتون، او تا هفت روستا را برای تأمین برق پایدار پذیرفت. او در سال ۲۰۱۱ یک ببر ماده و در سال ۲۰۱۲ یک شیر ماده را در پارک زیستی بیرسا پذیرفت و هزینه نگهداری هر دو حیوان را برای یک سال پرداخت کرد. برای ترویج اهدای عضو، چوپرا تعهد داد که پس از مرگ اعضای بدنش را اهدا کند و در سال ۲۰۱۲ سخنران مشترک کلیدی در جشن بیستمین سالگرد برنامه پیوند کبد مرکز پزشکی دانشگاه پیتسبورگ با تم بالیوود بود.
او ۵ میلیون روپیه (۵۹,۰۰۰ دلار آمریکا) به بیمارستان ناناواتی برای ساخت بخش سرطان اهدا کرد. این بخش، که به نام پدر مرحومش نام‌گذاری شده، در سال ۲۰۱۳ توسط او افتتاح شد. در همان سال، او صداپیشگی به زبان‌های انگلیسی و هندی برای فیلم مستند «خیزش دختران» برای سازمانی به همین نام انجام داد. و به‌عنوان یکی از سخنرانان در کنار گوردون براون، استیو وزنیاک، بیل کلینتون و چارلی بیکر برای پنجاهمین سالگرد کنفرانس رهبران جهانی در مرکز همایش‌های هاینز در بوستون دعوت شد. او درباره توانمندسازی زنان از طریق آموزش، نابرابری و چالش‌های آموزش زنان سخن گفت و برای سخنرانی‌اش تشویق ایستاده دریافت کرد. چوپرا همچنین در موزیک‌ویدئوی آهنگ «ایمجین» جان لنون صداپیشگی کرد. این ویدئو که با حضور او و دیگر خوانندگان مانند کیتی پری و بلک آيد پیز ساخته شد، بخشی از کمپین جهانی یونیسف برای جشن بیست و پنجمین سالگرد کنوانسیون حقوق کودک بود.
نارندرا مودی، نخست‌وزیر هند، در سال ۲۰۱۴ چوپرا را به‌عنوان یکی از نه نامزد خود به نام «نوراتنا» برای کمپین سواچ بهارات آبیان، یک کمپین ملی پاکیزگی توسط دولت هند، انتخاب کرد. او با کار به‌عنوان کارگر بهداشتی برای یک روز، پاکسازی و بازسازی محله‌ای پر از زباله در بمبئی، از این کمپین حمایت کرد و مردم را به حفظ پاکیزگی تشویق کرد.
در سال ۲۰۱۵، او صدای ربات فیل سایز واقعی PETA به نام «الی» را اجرا کرد که به مدارس در سراسر ایالات متحده و اروپا سفر کرد تا کودکان را درباره فیل‌ها و اسارت آموزش دهد و مردم را به تحریم سیرک‌ها ترغیب کند. چوپرا در دسامبر ۲۰۱۶ به‌عنوان سفیر جهانی حسن نیت یونیسف منصوب شد. در سال ۲۰۱۷، مجله ورایتی او را برای فعالیت‌های خیریه‌اش با یونیسف با جایزه قدرت زنان تجلیل کرد و او جایزه یادبود مادر ترزا برای عدالت اجتماعی را برای مشارکت در امور اجتماعی دریافت کرد. دو سال بعد، چوپرا جایزه بشردوستانه دنی کی را از یونیسف برای «فعالیت‌های خیریه و تعهدش به رفاه جامعه» در مراسم بال اسنوفلیک یونیسف ۲۰۱۹ دریافت کرد.
در دسامبر ۲۰۱۹، چوپرا با صندوق کودکان سازمان ملل و شرکت کروکس همکاری کرد تا ۵۰,۰۰۰ جفت کفش به کودکان شایسته در کشور بلیز در آمریکای مرکزی اهدا کند.
در اواخر آوریل ۲۰۲۱، به دلیل همه‌گیری کووید-۱۹ در هند، چوپرا به همراه همسرش نیک جوناس، کمپین جمع‌آوری کمک مالی با همکاری سازمان غیردولتی گیو ایندیا راه‌اندازی کرد تا برای تأمین اکسیژن، مراکز مراقبت از کووید-۱۹، آزمایش و تلاش‌های واکسیناسیون کمک جمع‌آوری کند. این کمپین در چند روز اول ۴۰۰,۰۰۰ دلار جمع‌آوری کرد. کوین جوناس، برادرشوهر چوپرا، نیز از دنبال‌کنندگان خود خواست تا به این کمپین کمک کنند. تا ۱۳ مه ۲۰۲۱، این کمپین به نقطه عطف ۱ میلیون دلار رسید و هدف جدید خود را ۳ میلیون دلار برای کمک به کووید-۱۹ تعیین کرد.

## سایر فعالیت‌ها

### تولید فیلم و کارآفرینی
پریانکا چوپرا شرکت تولیدی خود، «پربل پیپل پیکچرز»، را با هدف تولید فیلم‌های کم‌بودجه و معرفی و ترویج استعدادهای جدید در صنعت فیلم هند، به‌ویژه فیلم‌های منطقه‌ای هند، تأسیس کرد. اولین فیلم مراتی او، کمدی-درام «ونتیلاتور» در سال ۲۰۱۶، موفقیتی در گیشه داشت و سه جایزه در شصت و چهارمین دوره جوایز ملی فیلم هند دریافت کرد. او به تولید چندین فیلم به زبان‌های منطقه‌ای هند ادامه داد، از جمله «پاهونا: بازدیدکنندگان کوچک» (۲۰۱۸) و «پانی» (۲۰۱۹)، که جایزه ملی فیلم برای بهترین فیلم در زمینه حفاظت/حفظ محیط زیست را در شصت و ششمین دوره جوایز ملی فیلم کسب کرد. در سال ۲۰۲۵، او به‌عنوان تهیه‌کننده اجرایی به فیلم کوتاه «انوچا» پیوست.
چوپرا از سال ۲۰۱۸ با سرمایه‌گذاری در استارتاپ آموزشی کد‌نویسی به نام هولبرتون اسکول و اپلیکیشن دوستیابی و شبکه اجتماعی بامبل، وارد سرمایه‌گذاری در شرکت‌های فناوری شد. اپلیکیشن بامبل با کمک چوپرا در اکتبر ۲۰۱۸ در هند راه‌اندازی شد. در سال ۲۰۲۱، گزارش شد که او در بازار اجاره آنلاین مستقر در آمریکا، آپارتمان لیست، سرمایه‌گذاری کرده است. در رویداد استارتاپ هند پرارامب در سال ۲۰۲۱، چوپرا اظهار داشت که «ایده‌ها ارز امروز هستند» و او مشتاق سرمایه‌گذاری بیشتر در ترکیبی از استارتاپ‌های زیبایی و فناوری است. در همان ماه، او خط تولید مراقبت از مو به نام «آنوملی هرکر» را راه‌اندازی کرد که از اول فوریه ۲۰۲۱ به‌صورت انحصاری در فروشگاه‌های تارگت در ایالات متحده عرضه شد و قرار بود بعداً در همان سال در سطح بین‌المللی در دسترس باشد. در مارس ۲۰۲۱، چوپرا رستوران جدید خود به نام «سونا» را در منهتن افتتاح کرد که غذاهای هندی با سبک هوت‌کوتور ارائه می‌دهد.

### اجرای تلویزیونی و اجراهای صحنه‌ای

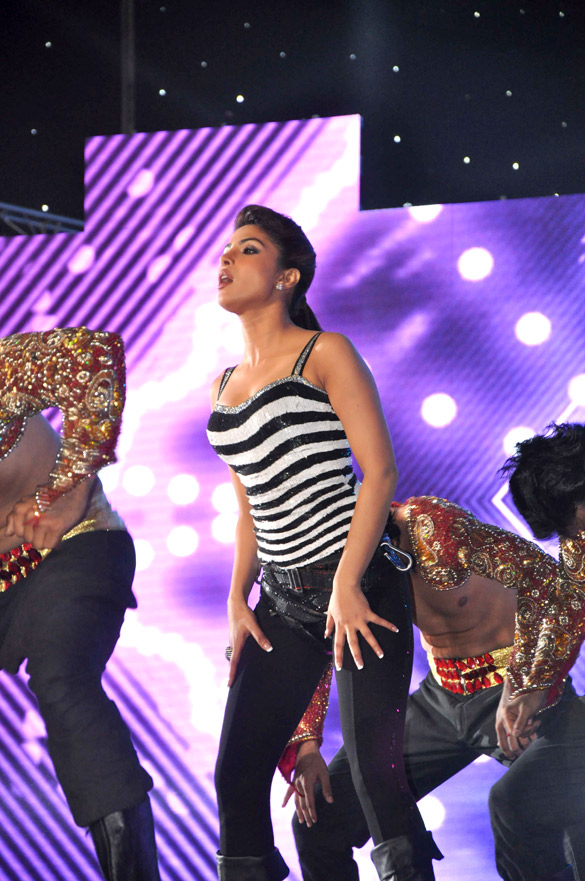
چوپرا در حال اجرا در مراسم افتتاحیه لیگ برتر هند ۲۰۱۲

در سال ۲۰۰۷، چوپرا در هیئت داوران مسابقه دوشیزه هند حضور داشت. او اظهار کرد: «دوشیزه هند همیشه برایم خاص خواهد ماند. همه‌چیز برایم از آنجا شروع شد. و شاید اگر تاج را نبرده بودم، همان‌جا تمام می‌شد.» او همچنین در سال ۲۰۰۹ به‌عنوان داور در مسابقه دوشیزه جهان حضور داشت. او برای یک قسمت ویژه از برنامه «ان‌دی تی‌وی» به نام «جای جوان» به مناسبت شصتمین سالگرد استقلال هند، از سربازان جوان در تن‌گا، در شرق هند، بازدید کرد.
در سال ۲۰۱۰، او میزبانی فصل سوم برنامه واقعی «فاکتور ترس: خطرون که خیلادی» را در شبکه کالرز بر عهده گرفت و جایگزین میزبان قبلی، آکشی کومار، شد. به گفته شرکت‌کنندگان، چوپرا در میزبانی این برنامه «به یک دیکتاتور شلاق به دست تبدیل شد» و بی‌وقفه شرکت‌کنندگان را به کار واداشت. او بسیاری از بدلکاری‌های خود را شخصاً انجام داد و مصمم بود نشان دهد که می‌تواند با آکشی کومار، که دو فصل قبلی را میزبانی کرده بود، رقابت کند. این برنامه مورد تحسین منتقدان قرار گرفت و برای چوپرا جایزه تلی هند برای تأثیرگذارترین اولین حضور در تلویزیون را به ارمغان آورد. I در فوریه ۲۰۱۶، چوپرا جایزه بهترین تدوین فیلم را در هشتاد و هشتمین دوره جوایز اسکار اهدا کرد.
چوپرا در چندین تور جهانی و کنسرت شرکت کرده است. او در تور کنسرت جهانی «وسوسه‌های ۲۰۰۴» شرکت کرد و با دیگر بازیگران بالیوود (از جمله شاهرخ خان، سیف علی خان، رانی موکرجی، پریتی زینتا و آرجون رامپال) در ۱۹ نمایش صحنه‌ای اجرا کرد. در سال ۲۰۱۱، او به همراه شاهد کاپور و شاهرخ خان در کنسرتی در دوربان، آفریقای جنوبی، به مناسبت صد و پنجاهمین سالگرد دوستی هند و آفریقای جنوبی شرکت کرد. در سال ۲۰۱۲، او در مراسم افتتاحیه فصل پنجم لیگ برتر کریکت هند در استادیوم ام. ای. چیدامبرام در چنای، همراه با آمیتاب باچان، سلمان خان، کارینا کاپور و کیتی پری اجرا کرد. در همان سال، او در کنسرت بالیوود آهلان در فستیوال سیتی دبی با دیگر ستارگان بالیوود مانند سلمان خان و سوفی چودری اجرا داشت.
در سال ۲۰۲۱، چوپرا به همراه همسرش نیک جوناس، نامزدهای نود و سومین دوره جوایز اسکار را اعلام کردند.

### نویسندگی
چوپرا از سال ۲۰۰۹ نوشتن ستون نظری برای روزنامه هندوستان تایمز را آغاز کرد. او در مجموع ۵۰ ستون برای این روزنامه نوشت. او پس از سال اول نوشتن گفت: «من آدم خصوصی‌ای هستم و هرگز فکر نمی‌کردم بتوانم احساساتم را بیان کنم. اما عجیب است که هر وقت برای نوشتن این ستون می‌نشستم، عمیق‌ترین افکارم به سطح می‌آمد.» در مارس ۲۰۰۹، او با چندین خواننده که بازخوردهایی درباره ستون هفتگی‌اش ارائه کرده بودند، ملاقات کرد. او به‌صورت پراکنده برای روزنامه‌ها نوشت. در اوت ۲۰۱۲، ستونی با عنوان «هیچ زنی در بمبئی دیگر احساس امنیت نمی‌کند» در تایمز آو ایندیا منتشر کرد که به قتل پالاوی پورکایاستا، ۲۵ ساله، که هنگام کار روی فیلم «دان» با او آشنا شده بود، پرداخت. در این مقاله، چوپرا دیدگاه‌های خود درباره امنیت زنان در شهرها را بیان کرد. در مقاله‌ای در جولای ۲۰۱۴ که در گاردین منتشر شد، چوپرا ختنه زنان و ازدواج کودکان را مورد انتقاد قرار داد.
در اواخر همان سال، چوپرا مقاله‌ای برای نیویورک تایمز با عنوان «آنچه جین آستن می‌دانست» درباره اهمیت آموزش برای دختران نوشت. او از برندگان جایزه صلح نوبل، ملاله یوسفزی و کیلاش ساتیارتی، تمجید کرد و نقل‌قول‌هایی از آن‌ها آورد و شرح داد که چگونه در ۹ سالگی، وقتی والدینش وقت آزاد خود را برای ارائه مراقبت‌های بهداشتی مدرن به فقرای روستایی داوطلبانه صرف کردند، انگیزه کمک به دیگران در او شکل گرفت. در اواخر سال ۲۰۱۴، چوپرا نوشتن ستون ماهانه‌ای به نام «پرت-آ-پریانکا» را برای مجله ال آغاز کرد. در مقاله‌ای که در ژانویه ۲۰۱۵ منتشر شد، او دیدگاه‌های خود درباره تنوع و شهروند جهانی بودن را بیان کرد. کتاب خاطرات او با عنوان «ناتمام» توسط پنگوئن رندوم هاوس منتشر شد و در ۹ فوریه ۲۰۲۱ عرضه شد. در نقدی ستایش‌آمیز، مولی اسپریرگن از آسوشیتد پرس این کتاب را «روایتی عمیقاً باز و صادقانه» توصیف کرد و نوشت: «نوشته‌های چوپرا جوناس باز، جذاب و پر از انرژی است. به نظر می‌رسد او برای ارتباط برقرار کردن می‌نویسد. این تجربه صمیمی است، مثل این‌که چوپرا جوناس در حال تبادل داستان با دوستی بر سر قهوه است. داستان‌های او به شدت شخصی هستند و با وجود این‌که او یک ستاره سینمایی بین‌المللی است، بسیاری از آن‌ها حتی قابل‌لمس به نظر می‌رسند.» «ناتمام» در فهرست پرفروش‌های نیویورک تایمز در ایالات متحده قرار گرفت.

## تصویر عمومی
پریانکا چوپرا در رسانه‌ها و صنعت فیلم هند به دلیل حرفه‌ای‌گری‌اش شناخته شده و در رسانه‌ها و صنعت فیلم به‌طور عمومی با نام‌های «پی‌سی»، «PC» و «پیگی چوپس» شناخته می‌شود. او از ژانویه ۲۰۰۹ حساب توییتر داشته و دهمین فرد هندی پرطرفدار در این پلتفرم است. در سال ۲۰۱۲، در نظرسنجی پین‌استورم به‌عنوان تأثیرگذارترین هندی در شبکه‌های اجتماعی معرفی شد و در سال ۲۰۱۵، در فهرست هاف‌پست از «۱۰۰ زن تأثیرگذار در توییتر» در رتبه اول در میان هندی‌ها قرار گرفت. تا اوت ۲۰۲۴، او یکی از پرطرفدارترین افراد در اینستاگرام است.
شبکه سی‌ان‌ان-آی‌بی‌ان با اشاره به انتخاب نقش‌هایش، چوپرا را بازیگری مدرن و قدرتمند توصیف کرد که از تجربه نقش‌های جدید نمی‌ترسد. بالیوود هونگاما با تحلیل حرفه چوپرا، رشد مداوم او به‌عنوان یک بازیگر را با وجود نوسانات حرفه‌ای‌اش برجسته کرد. تایمز آو ایندیا او را «تغییردهنده بازی» نامید که «مرزهای قدیمی بین قهرمان و قهرمان زن» را تغییر داده است. در سال ۲۰۱۲، سوباش کی. جها، منتقد فیلم، او را «بهترین بازیگر زن نسل پس از سری‌دوی» نامید و شخصیت او در فیلم «برفی!» را یکی از «بهترین شخصیت‌های درونی متلاطم در بالیوود» توصیف کرد. چوپرا اغلب در فهرست سالانه «بهترین بازیگران زن بالیوود» ردیف.کام حضور داشته و در سال ۲۰۰۹ در رتبه اول قرار گرفت و در فهرست «۱۰ بازیگر برتر زن دهه ۲۰۰۰–۲۰۱۰» نیز حضور داشت.
چوپرا، سلبریتی برجسته و محبوب در هند، به‌عنوان نماد جذابیت و سبک شناخته می‌شود. اندام، چشمان، لب‌ها و ظاهر او توسط رسانه‌ها به‌عنوان ویژگی‌های متمایز فیزیکی‌اش ذکر شده‌اند. طراحان فالگونی و شین پیکاک نوشتند: «او در پوست خود راحت است و در هر آنچه می‌پوشد، چه بیکینی، لباس کوتاه یا بلند، یا حتی ساری، خیره‌کننده به نظر می‌رسد.» او در سال ۲۰۱۱ توسط مجله پیپل هند به‌عنوان «بهترین زن خوش‌پوش سال هند» انتخاب شد. او در فهرست‌های زیبایی جهانی رتبه بالایی دارد. مجله بریتانیایی ایسترن آی او را پنج بار (۲۰۰۶، ۲۰۱۲، ۲۰۱۴، ۲۰۱۵ و ۲۰۱۷) در صدر فهرست «جذاب‌ترین زنان آسیایی جهان» قرار داد. چوپرا همچنین در سال‌های ۲۰۱۱، ۲۰۱۳، ۲۰۱۶ و ۲۰۱۸ در صدر فهرست هات ۱۰۰ ماکسیم هند قرار گرفت. در سال ۲۰۱۷، بازنت او را پس از بیانسه به‌عنوان دومین زن زیبای جهان معرفی کرد. چوپرا در سال‌های ۲۰۱۷ و ۲۰۱۹ در فهرست زیباترین زنان جهان مجله پیپل قرار گرفت.

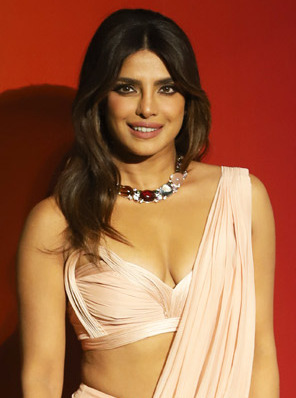
چوپرا در مراسم رونمایی بولگاری در سال ۲۰۲۴

چوپرا در فهرست‌های قدرت حضور داشته، از جمله زنان قدرتمند هند وروی (۲۰۰۹، ۲۰۱۰، ۲۰۱۳، ۲۰۱۵ و ۲۰۱۶)، قدرتمندترین هندی‌های ایندین اکسپرس (۲۰۱۶ و ۲۰۱۷)، و ۵۰ فرد قدرتمند هندوستان تودی (۲۰۱۷ و ۲۰۱۸). پس از ورود به هالیوود، او در فهرست‌های دیگری مانند جذاب‌ترین افراد سال پیپل (۲۰۱۵)، ۱۰۰ فرد تأثیرگذار جهان تایم (۲۰۱۶)، ۱۰۰ زن قدرتمند جهان فوربس (۲۰۱۷ و ۲۰۱۸)، ۵۰۰ رهبر تجاری تأثیرگذار ورایتی (۲۰۱۷ و ۲۰۱۸)، و ۵۰ زن قدرتمند در سرگرمی یواس‌ای تودی (۲۰۱۹) حضور یافت. شرکت تحقیقات بازار یوگوو او را در سال‌های ۲۰۱۸ و ۲۰۱۹ به‌ترتیب دوازدهمین و چهاردهمین زن تحسین‌شده جهان معرفی کرد.
چوپرا یکی از پردرآمدترین سلبریتی‌های هند و پردرآمدترین بازیگر زن بالیوود است. او از زمان آغاز فهرست «سلبریتی ۱۰۰» نسخه هندی در سال ۲۰۱۲، هر سال در این فهرست حضور داشته و به‌جز سال ۲۰۱۸، همیشه در میان ۱۵ نفر برتر قرار گرفته است. چوپرا در سال‌های ۲۰۱۶ و ۲۰۱۷ با درآمدهای ۷۶۰ میلیون روپیه (۹ میلیون دلار آمریکا) و ۶۸۰ میلیون روپیه (۸ میلیون دلار آمریکا) به‌عنوان پردرآمدترین سلبریتی زن هندی شناخته شد و در سال ۲۰۱۷ در رتبه هفتم قرار گرفت. نسخه جهانی فوربس او را در هر دو سال به‌عنوان هشتمین بازیگر زن پردرآمد تلویزیون جهان معرفی کرد. چوپرا چهره برجسته‌ای برای تبلیغ برندها و محصولات است. او در نظرسنجی «TAM AdEx» در سال ۲۰۰۸ پس از شاهرخ خان در رتبه دوم سفیران برند قرار گرفت. سال بعد، او در صدر این فهرست قرار گرفت و اولین زنی در هند بود که این جایگاه را کسب کرد. چوپرا برای برندهای متعددی از جمله تگ هویر، پپسی، نیکون، نوکیا، گارنیر و نستله تبلیغ کرده و اولین نماینده زن هیرو هوندا بود.در سال ۲۰۱۶، او اولین زن هندی شد که به‌عنوان سفیر جهانی برند پنتین انتخاب شد. در سال ۲۰۱۷، فوربس گزارش داد که چوپرا برای هر قرارداد تبلیغاتی حداقل ۱ میلیون دلار درآمد دارد. در سال ۲۰۲۰، چوپرا به همراه چند بازیگر دیگر بالیوود به دلیل انتشار پیام‌های اینستاگرامی در حمایت از جنبش «جان سیاه‌پوستان مهم است» در حالی که پیش‌تر محصولات روشن‌کننده پوست را تبلیغ کرده بودند که تبعیض رنگی را ترویج می‌دهد، در شبکه‌های اجتماعی مورد انتقاد قرار گرفت. چوپرا پیش‌تر از تبلیغ چنین محصولاتی ابراز پشیمانی کرده بود.
چوپرا و سه بازیگر دیگر بالیوود (شاهرخ خان، کاجول و هریتیک روشن) به‌صورت عروسک‌های مینیاتوری توسط شرکت اسباب‌بازی آمریکایی هاسبرو و شرکت بالیوود لجندز مستقر در بریتانیا ساخته شدند. در سال ۲۰۰۹، چوپرا اولین بازیگر زن هندی شد که قالب پایش در موزه سالواتوره فرگامو در فلورانس، ایتالیا، گرفته شد و کفش‌هایی سفارشی از خانه فرگامو دریافت کرد. موزه مادام توسو در سال ۲۰۱۹ چهار مجسمه مومی از او را در چهار مکان، از جمله نیویورک، لندن، سیدنی و نمایشگاهی سیار بین چند شهر آسیایی نصب کرد و او اولین بازیگر هندی شد که مجسمه‌های مومی در چهار موزه مادام توسو دارد. در سال ۲۰۱۳، او اولین مدل هندی برند گس شد که مدیرعامل آن، پل مارسیانو، او را «سوفیا لورن جوان» نامید. زندگی چوپرا، تصاویر خانواده‌اش و پیروزی او در دوشیزه جهان در سال ۲۰۰۰ در فصلی از کتاب «خانواده‌های سرگردان، خانه‌های در حال تغییر» که در مدرسه اسپرینگ‌دیلز تدریس می‌شود، به تصویر کشیده شده است. سه بیوگرافی غیرمجاز از او منتشر شده است: «پریانکا چوپرا: جاده‌ای به سوی سرنوشت» نوشته ایندو پرابو (۲۰۱۶)، «پریانکا چوپرا: داستان شگفت‌انگیز یک ستاره جهانی بالیوود» نوشته عسیم چابرا (۲۰۱۸) و «پریانکا چوپرا: اسب تیره» نوشته بهارتی اس. پرادهان (۲۰۱۸).

## جوایز و نامزدی‌ها
چوپرا جایزه ملی فیلم برای بهترین بازیگر زن برای فیلم «فشن» (۲۰۰۸) و پنج جایزه فیلم‌فیر را برده است: بهترین اولین حضور زن برای «انداز» (۲۰۰۳)، بهترین بازی در نقش منفی برای «آیتراز» (۲۰۰۴)، بهترین بازیگر زن برای «فشن» (۲۰۰۸)، جایزه منتقدان برای بهترین بازیگر زن برای «هفت خون معاف» (۲۰۱۱) و بهترین بازیگر مکمل زن برای «باجیراو مستانی» (۲۰۱۵). او همچنین دو جایزه انتخاب مردم را دریافت کرده است: «بازیگر زن محبوب در یک سریال جدید» و «بازیگر زن محبوب درام تلویزیونی» برای «کوانتیکو». او اولین بازیگر زن جنوب آسیایی است که جایزه انتخاب مردم را برده است. در سال ۲۰۱۶، او به دلیل مشارکت در هنرها از دولت هند جایزه پادما شری، چهارمین نشان غیرنظامی عالی، دریافت کرد و در سال ۲۰۲۲ به‌عنوان یکی از ۱۰۰ زن بی‌بی‌سی مورد تجلیل قرار گرفت.

## فیلم‌شناسی

### به‌عنوان بازیگر
| سال  | عنوان                        | زبان           | توضیحات                               | منا.            |
| ---- | ---------------------------- | -------------- | ------------------------------------- | --------------- |
| ۲۰۰۲ | تامیژان                      | تامیلی         |                                       | [ ۴۰۰ ]         |
| ۲۰۰۳ | قهرمان: داستان عشق جاسوس     | هندی           |                                       | [ ۴۰۱ ]         |
| ۲۰۰۳ | انداز                        | هندی           |                                       | [ ۴۰۲ ]         |
| ۲۰۰۴ | طرح                          | هندی           |                                       | [ ۴۰۳ ]         |
| ۲۰۰۴ | قسمت                         | هندی           |                                       | [ ۴۰۴ ]         |
| ۲۰۰۴ | غیرممکن                      | هندی           |                                       | [ ۴۰۵ ]         |
| ۲۰۰۴ | با من ازدواج می‌کنی؟          | هندی           |                                       | [ ۴۰۶ ]         |
| ۲۰۰۴ | اعتراض                       | هندی           |                                       | [ ۴۰۷ ]         |
| ۲۰۰۵ | حق‌السکوت                     | هندی           |                                       | [ ۴۰۸ ]         |
| ۲۰۰۵ | شالینی                       | هندی           |                                       | [ ۴۰۹ ]         |
| ۲۰۰۵ | وقت:مسابقه با زمان           | هندی           |                                       | [ ۴۱۰ ]         |
| ۲۰۰۵ | یقین                         | هندی           |                                       | [ ۴۱۱ ]         |
| ۲۰۰۵ | باران                        | هندی           |                                       | [ ۴۱۲ ]         |
| ۲۰۰۵ | استاد لاف زدن                | هندی           |                                       | [ ۴۱۳ ]         |
| ۲۰۰۶ | تاکسی شماره ۹۲۱۱             | هندی           | حضور افتخاری                          | [ ۴۱۴ ]         |
| ۲۰۰۶ | ۳۶ محله چینی‌ها               | هندی           | حضور افتخاری                          | [ ۴۱۵ ]         |
| ۲۰۰۶ | متفاوت                       | هندی           | حضور افتخاری در ترانه                 | [ ۴۱۶ ]         |
| ۲۰۰۶ | کریش                         | هندی           |                                       | [ ۴۱۷ ]         |
| ۲۰۰۶ | به خاطر شما                  | هندی           |                                       | [ ۴۱۸ ]         |
| ۲۰۰۶ | دان: تعقیب دوباره آغاز می‌شود | هندی           |                                       | [ ۴۱۹ ]         |
| ۲۰۰۷ | سلام عشق                     | هندی           |                                       | [ ۴۲۰ ]         |
| ۲۰۰۷ | برادر بزرگ                   | هندی           |                                       | [ ۴۲۱ ]         |
| ۲۰۰۷ | ام شنتی ام                   | هندی           | حضور افتخاری در ترانه                 | [ ۴۲۲ ]         |
| ۲۰۰۸ | اسم من آنتونی گونسالوز است   | هندی           | حضور افتخاری                          | [ ۴۲۳ ]         |
| ۲۰۰۸ | قصه عشق ۲۰۵۰                 | هندی           |                                       | [ ۴۲۴ ]         |
| ۲۰۰۸ | خدایا، بنازم به عظمتت        | هندی           |                                       | [ ۴۲۵ ]         |
| ۲۰۰۸ | چمکو                         | هندی           |                                       | [ ۴۲۶ ]         |
| ۲۰۰۸ | درونا                        | هندی           |                                       | [ ۴۲۷ ]         |
| ۲۰۰۸ | مد                           | هندی           |                                       | [ ۴۲۸ ]         |
| ۲۰۰۸ | دوستانه                      | هندی           |                                       | [ ۴۲۹ ]         |
| ۲۰۰۹ | بیلوی آرایشگر                | هندی           | حضور افتخاری در ترانه                 | [ ۴۳۰ ]         |
| ۲۰۰۹ | رذل                          | هندی           |                                       | [ ۴۳۱ ]         |
| ۲۰۰۹ | نشانه شما چیست؟              | هندی           |                                       | [ ۴۳۲ ]         |
| ۲۰۱۰ | عشق غیرممکن!                 | هندی           |                                       | [ ۴۳۳ ]         |
| ۲۰۱۰ | از کجا آمده‌اید               | هندی           | حضور افتخاری                          | [ ۴۳۴ ]         |
| ۲۰۱۰ | غریبه‌ها                      | هندی           |                                       | [ ۴۳۵ ]         |
| ۲۰۱۱ | ۷ قتل بخشش                   | هندی           |                                       | [ ۴۳۶ ]         |
| ۲۰۱۱ | را. یک                       | هندی           | حضور افتخاری                          | [ ۴۳۷ ]         |
| ۲۰۱۱ | دان۲: تعقیب ادامه می‌یابد     | هندی           |                                       | [ ۴۳۸ ]         |
| ۲۰۱۲ | مسیر آتش                     | هندی           |                                       | [ ۴۳۹ ]         |
| ۲۰۱۲ | داستان تو و من               | هندی           |                                       | [ ۴۴۰ ]         |
| ۲۰۱۲ | برفی!                        | هندی           |                                       | [ ۴۴۱ ]         |
| ۲۰۱۳ | خیزش دختران                  | زبان انگلیسی   | فیلم مستند                            | [ ۴۴۲ ]         |
| ۲۰۱۳ | فیلم ناطق بمبئی              | هندی           | حضور افتخاری در ترانه «ناطق بمبئی ما» | [ ۴۴۳ ]         |
| ۲۰۱۳ | تیراندازی در وادالا          | هندی           | حضور افتخاری در ترانه                 | [ ۴۴۴ ]         |
| ۲۰۱۳ | من دیوانه‌ام                  | هندی           |                                       | [ ۴۴۵ ]         |
| ۲۰۱۳ | هواپیماها                    | انگلیسی        | صداپیشه                               | [ ۴۴۶ ]         |
| ۲۰۱۳ | زنجیر                        | هندی           | همزمان با زبان تلوگو فیلم‌برداری شد    | [ ۴۴۷ ]         |
| ۲۰۱۳ | کریش ۳                       | هندی           |                                       | [ ۴۴۸ ]         |
| ۲۰۱۳ | رقص گلوله‌ها: رام و لیلا      | هندی           | حضور مهمان در ترانه                   | [ ۴۴۹ ]         |
| ۲۰۱۴ | ولگرد                        | هندی           |                                       | [ ۴۵۰ ]         |
| ۲۰۱۴ | مری کام                      | هندی           |                                       | [ ۴۵۱ ]         |
| ۲۰۱۵ | بگذار قلب بتپد               | هندی           |                                       | [ ۴۵۲ ]         |
| ۲۰۱۵ | باجی‌رائو و مستانه            | هندی           |                                       | [ ۴۵۳ ]         |
| ۲۰۱۶ | زنده‌باد رود گنگ              | هندی           |                                       | [ ۴۵۴ ]         |
| ۲۰۱۶ | ونتیلاتور                    | مراتی          | حضور افتخاری                          | [ ۴۵۵ ]         |
| ۲۰۱۷ | گارد ساحلی                   | انگلیسی        |                                       | [ ۴۵۶ ]         |
| ۲۰۱۸ | کودکی مانند جیک              | انگلیسی        |                                       | [ ۴۵۷ ]         |
| ۲۰۱۹ | آیا این عاشقانه نیست         | انگلیسی        |                                       | [ ۴۵۸ ]         |
| ۲۰۱۹ | جوناس برادرز                 | انگلیسی        | فیلم مستند                            | [ ۴۵۹ ]         |
| ۲۰۱۹ | آسمان صورتی است              | هندی           | همچنین تهیه‌کننده                      | [ ۴۶۰ ]         |
| ۲۰۲۰ | ما یک خانواده هستیم          | هندی           | فیلم کوتاه                            | [ ۴۶۱ ]         |
| ۲۰۲۰ | شادی ادامه دارد              | انگلیسی        | فیلم مستند                            | [ ۴۶۲ ]         |
| ۲۰۲۰ | ما می‌توانیم قهرمان باشیم     | انگلیسی        |                                       | [ ۴۶۳ ]         |
| ۲۰۲۱ | ببر سفید                     | انگلیسی و هندی | همچنین تهیه‌کنندهٔ اجرایی               | [ ۴۶۴ ]         |
| ۲۰۲۱ | رستاخیزهای ماتریکس           | انگلیسی        |                                       | [ ۴۶۵ ] [ ۴۶۶ ] |
| ۲۰۲۳ | دوباره عشق                   | انگلیسی        |                                       | [ ۴۶۷ ] [ ۴۶۸ ] |
| ۲۰۲۴ | ببر                          | انگلیسی        | فیلم مستند                            |                 |
| ۲۰۲۵ | رئیس‌های دولت                 | انگلیسی        | پساتولید                              | [ ۴۶۹ ]         |
| ۲۰۲۵ | بلوف                         | انگلیسی        | پساتولید                              |                 |

### تلویزیون
- کوانتیکو (۲۰۱۵–۲۰۱۸)
- سیتادل (۲۰۲۳)